# Сестрорецкий курзал
Сестрорецкий курзал — здание, находившееся на территории Сестрорецкого курорта (ныне входит в черту города Сестрорецк, Курортный район Санкт-Петербурга). В нём располагались концертный зал, рассчитанный на 1500—1700 человек, огромный ресторан, библиотека, бильярдные и карточные комнаты, гостиные для отдыха и другие помещения. Сгорел в 1942 году при обстреле финской артиллерии.

## Краткая история
История здания связана с деятельностью созданного 8 февраля 1889 года общества АО «Приморской С.-Петербург-Сестрорецкой железной дороги», под председательством П. А. Авенариуса. Курзал в составе Сестрорецкого курорта был необходим для увеличения пассажиропотока и прибыли общества, так как железнодорожная деятельность была убыточна. Решение о строительстве было принято на высочайшем уровне в 1898 году. Строительство комплекса Сестрорецкого курорта с лечебницами, пансионатом и курзалом завершено к 1900 году.
Во время открытия Сестрорецкого курорта в июне 1900 году в концертном зале курзала было совершено молебствие и освящение зданий курзала, лечебницы и пансионата. Перед поднятием над курзалом флага вице-адмирал С. О. Макаров, прибывший из Кронштадта, произнёс краткую речь.

## Состав и параметры здания

Проект курзала арх. Зигфрид (Григорий) Яковлевич Леви (1860-1913)
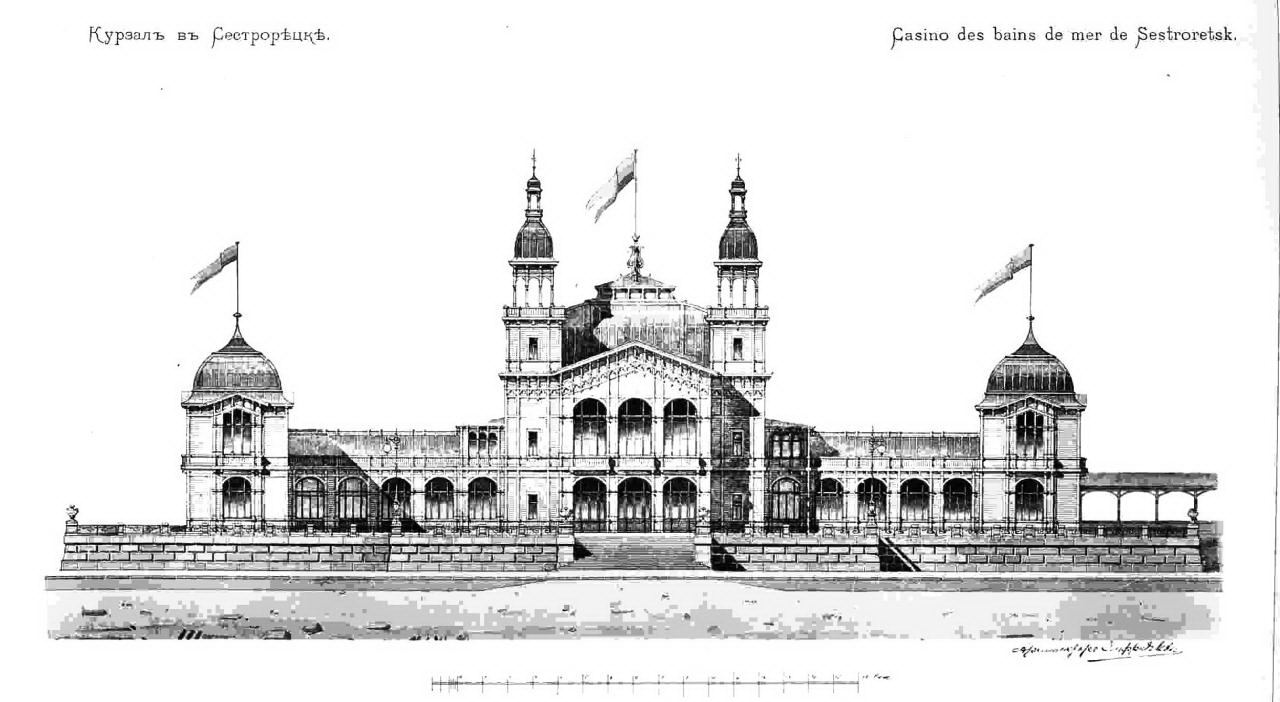
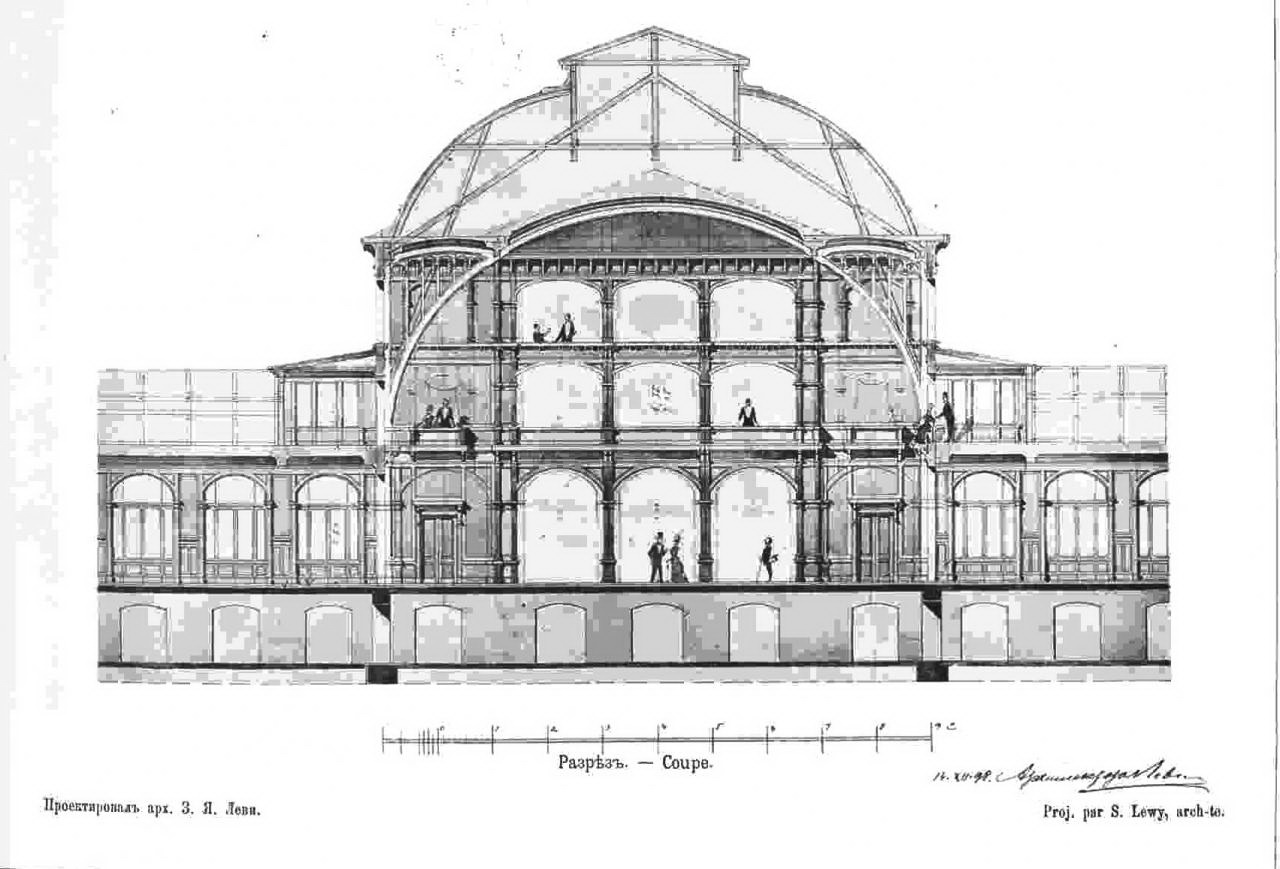
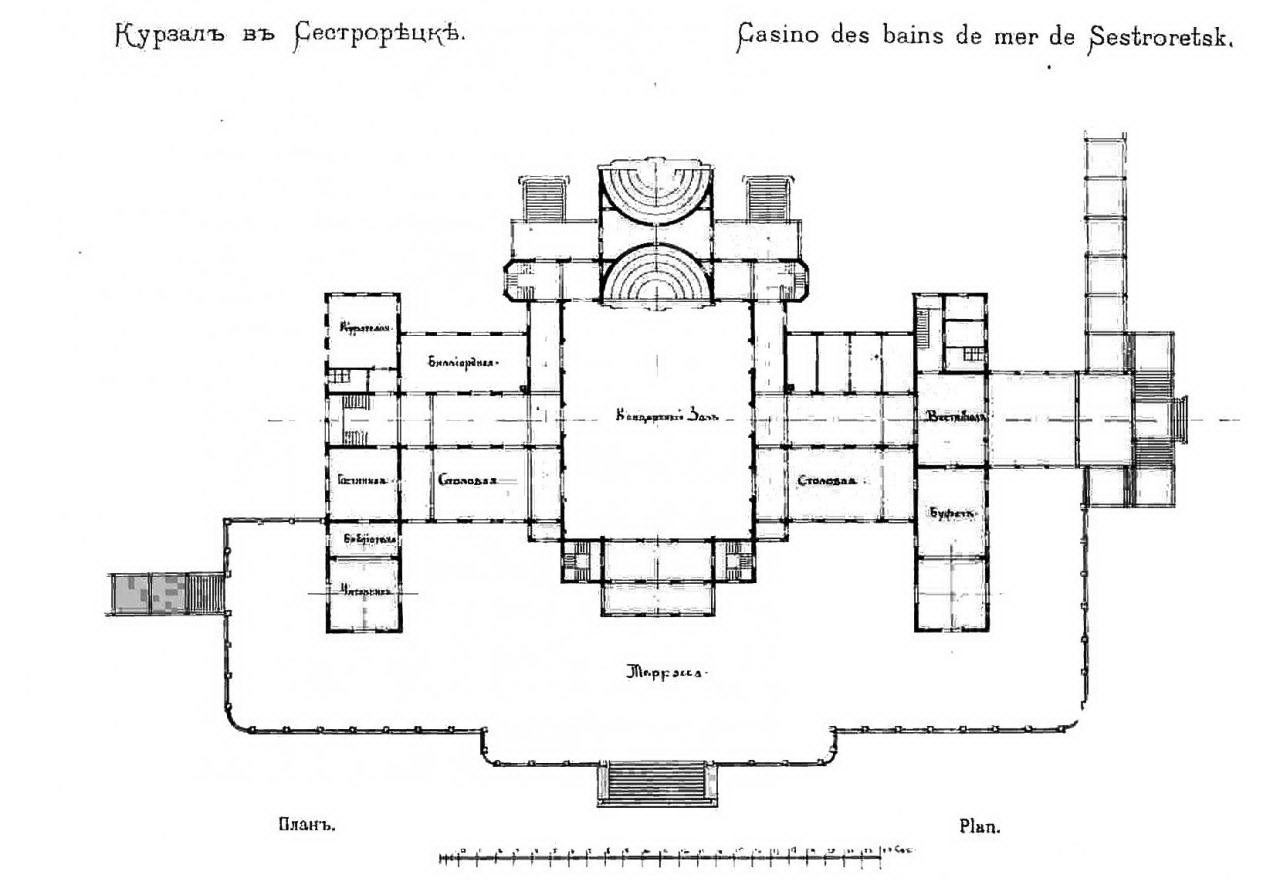

Курзал был 3-х-этажным деревянным сооружением, спроектированным Зигфридом (Григорием) Яковлевичем Леви на территории между парком и пляжем берега Финского залива.
Концертный зал на 1500—1700 мест был оборудован над залом куполом, который достигал отметки 14,5 метров. Зал был возведен по расчётам инженера Зильбершмидта с использованием новейшей строительной механики. Зал освещали три огромных электрических люстры. На уровне второго этажа размещались ложи для зрителей, а по верхнему периметру располагались окна. Боковые стены были сложены из вертикально поставленных сосновых брёвен. Акустика была изумительная.

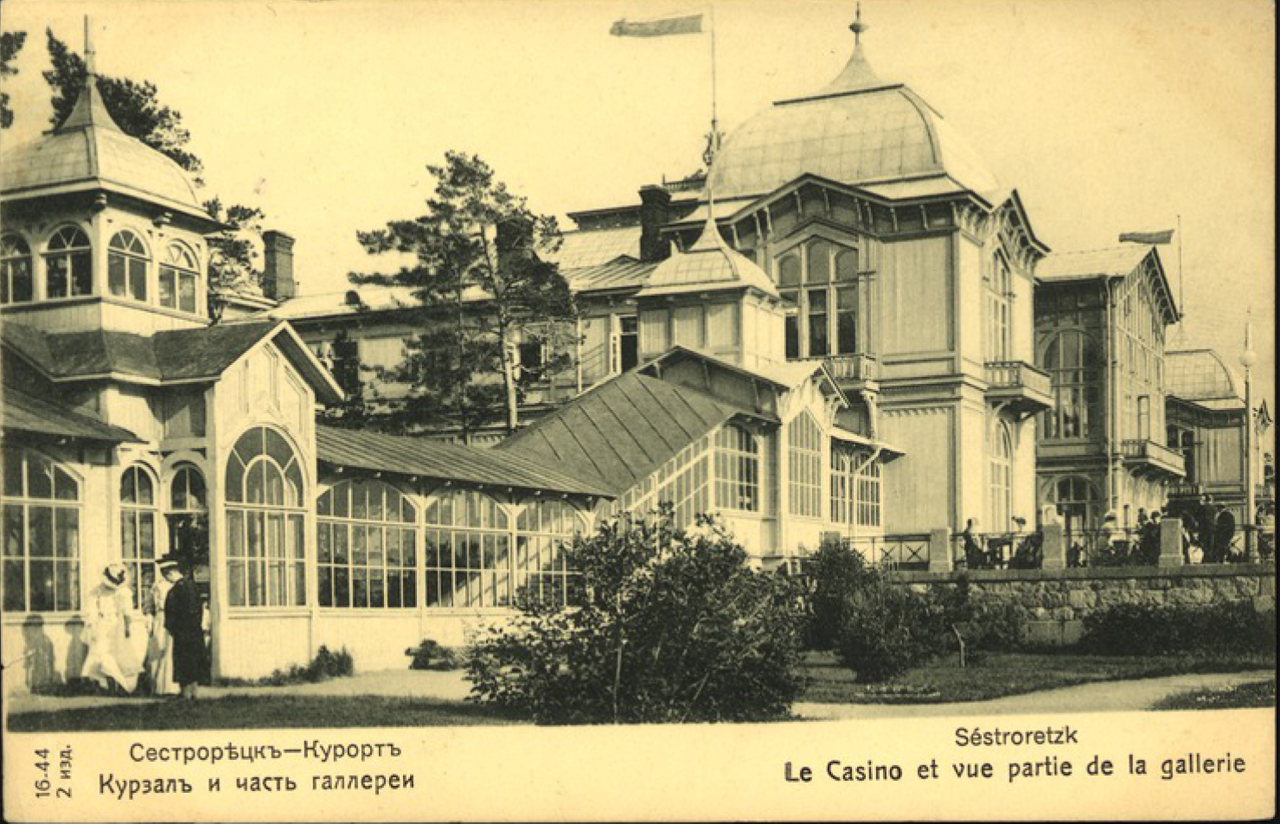
Курзал с галереей

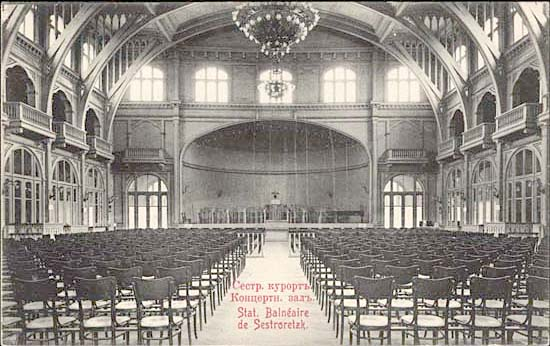
Концертный зал

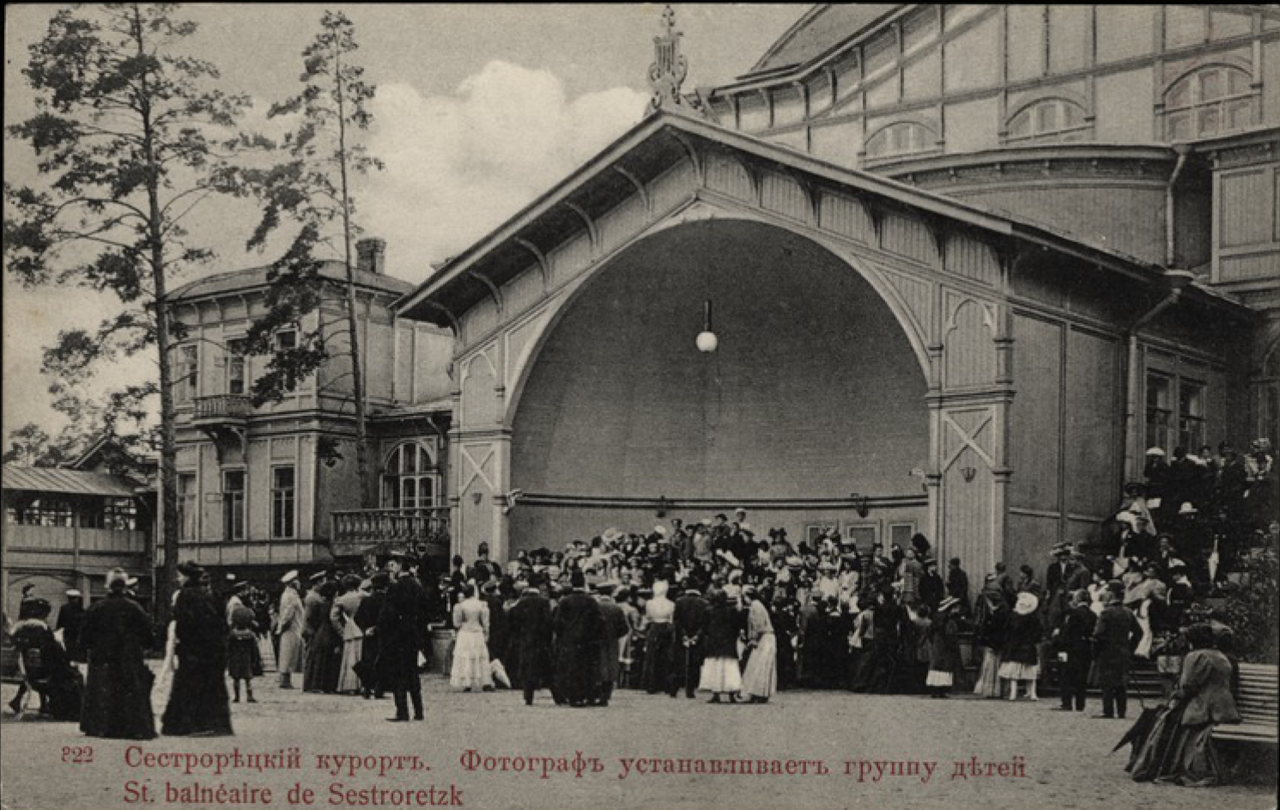
Садовая эстрада

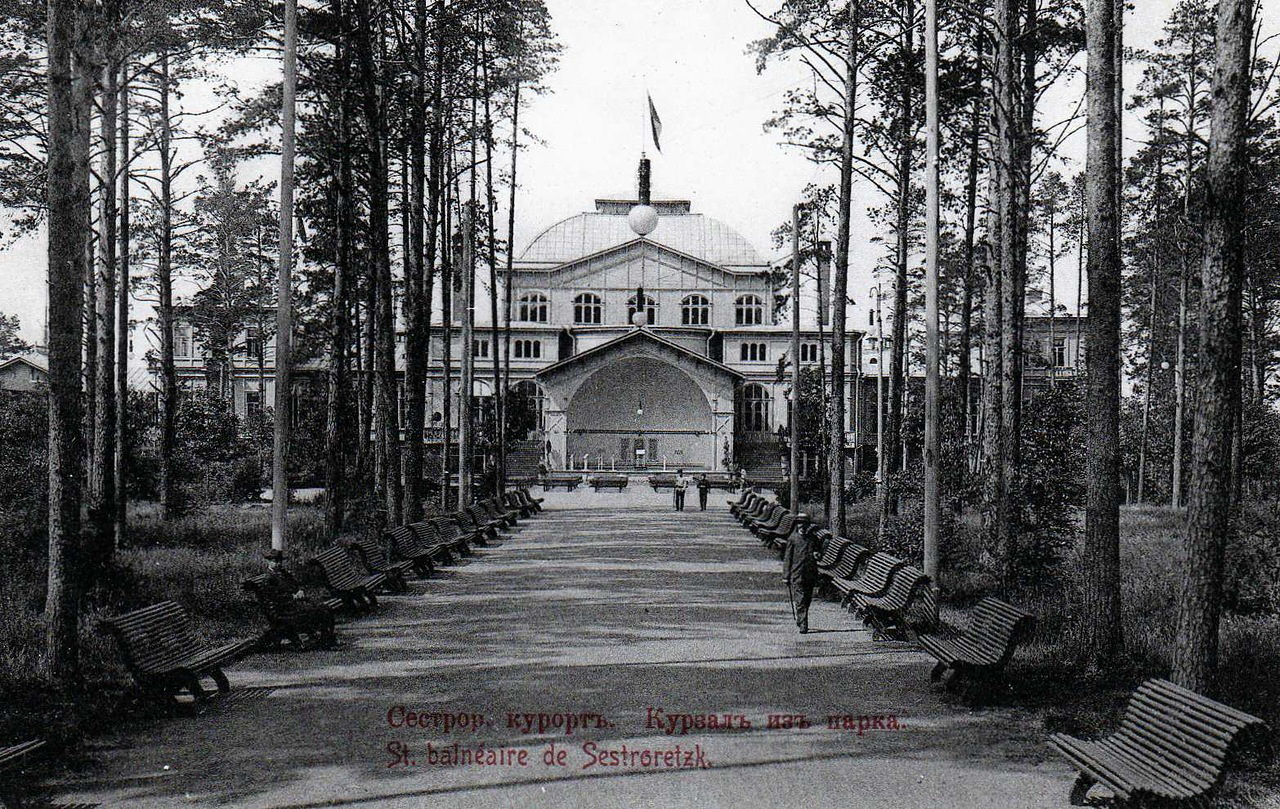
Летняя эстрада

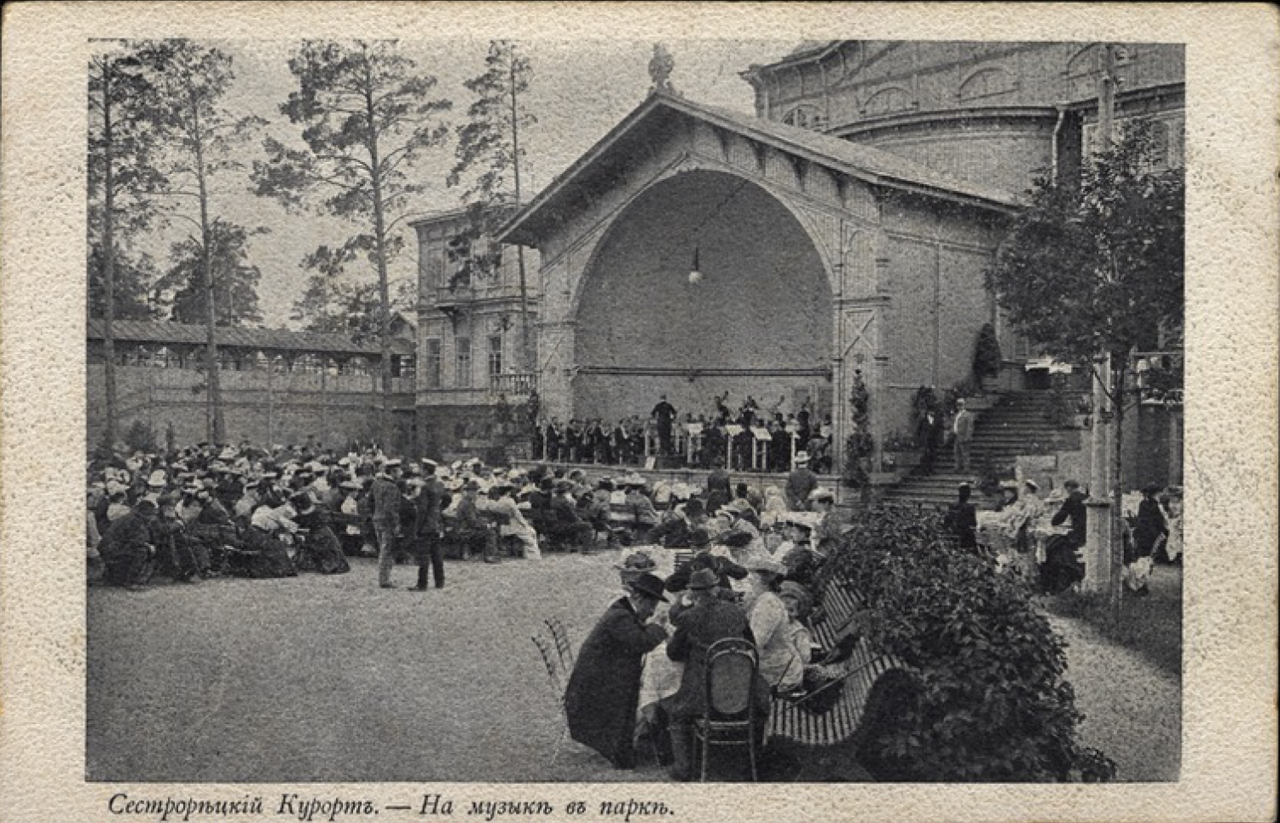
Летняя эстрада

Дополнительно в парк выходила открытая эстрада. К концертному залу примыкали полутораэтажные переходы боковых флигелей. В цокольном этаже размещались кладовые, ледники для хранения продуктов и вин, кухня ресторана (на кухонной плите — самой большой в России — могли готовить блюда 20 поваров и несколько десятков их помощников). Приготовляли пищу под контролем врача. Ресторан курзала имел три крытых зала и столики на террасе и мог накормить обедом 2000 человек.

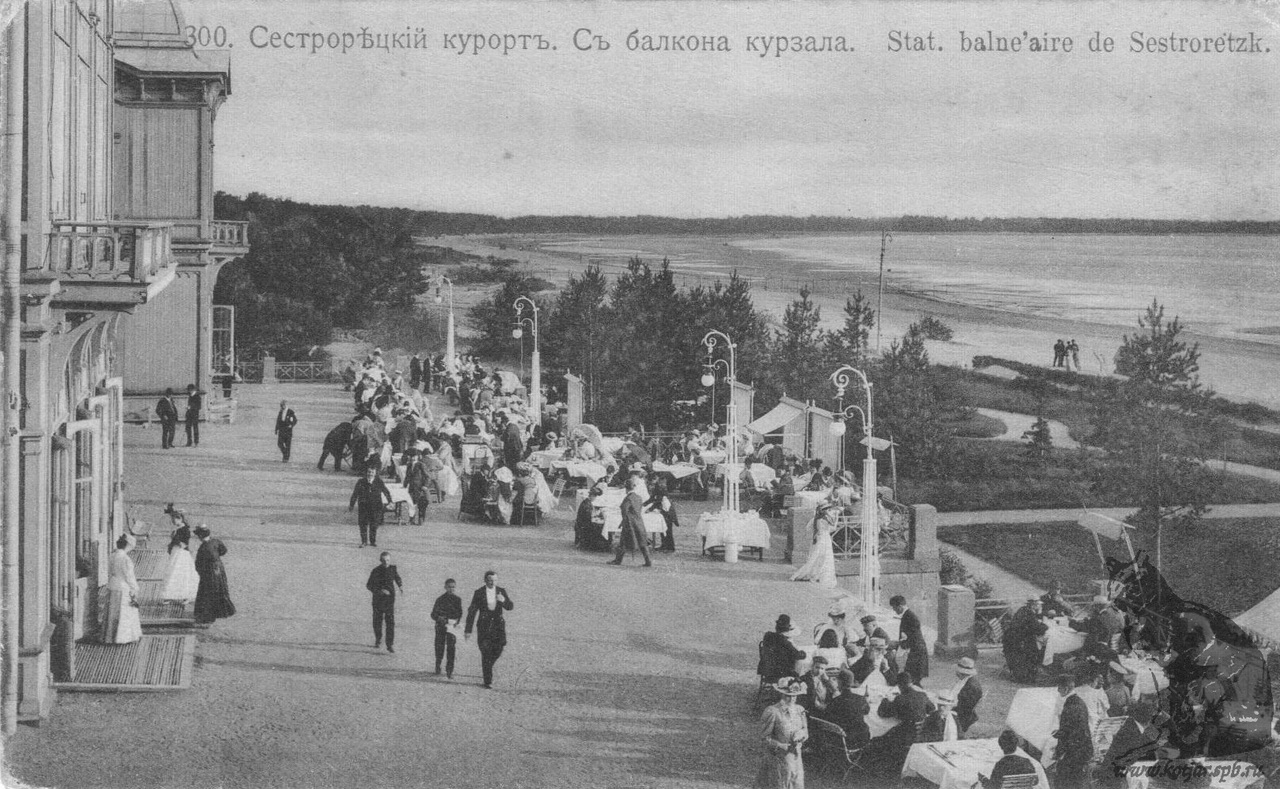
Столики на террасе

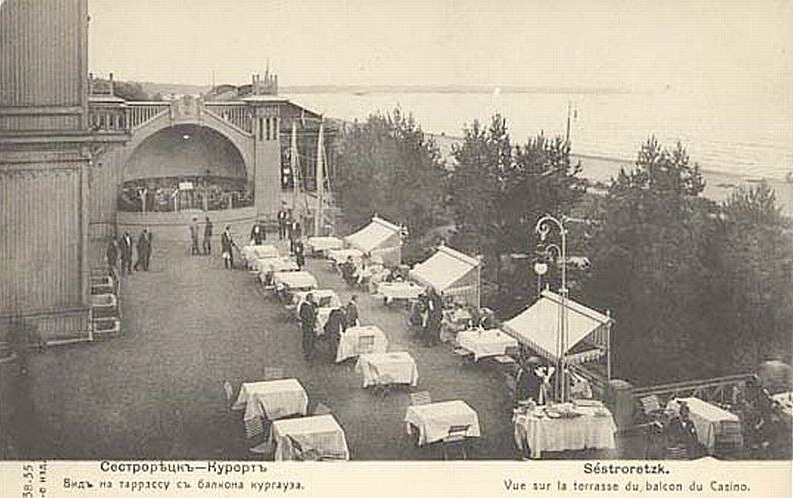
Площадки ресторана

В левом флигеле курзала находились библиотека, бильярдные и карточные комнаты, гостиные для отдыха и тихих игр. Перед курзалом, со стороны залива, была устроена терраса с парадной лестницей, выложенной серым гранитом, спускавшейся на пляж.

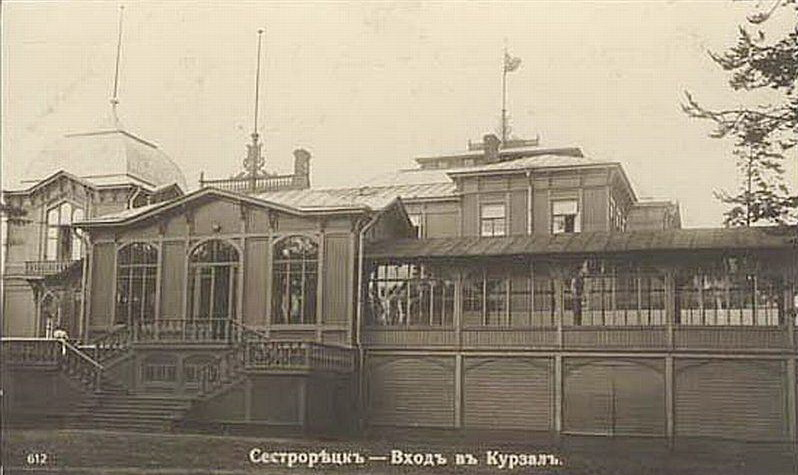
Парадная лестница

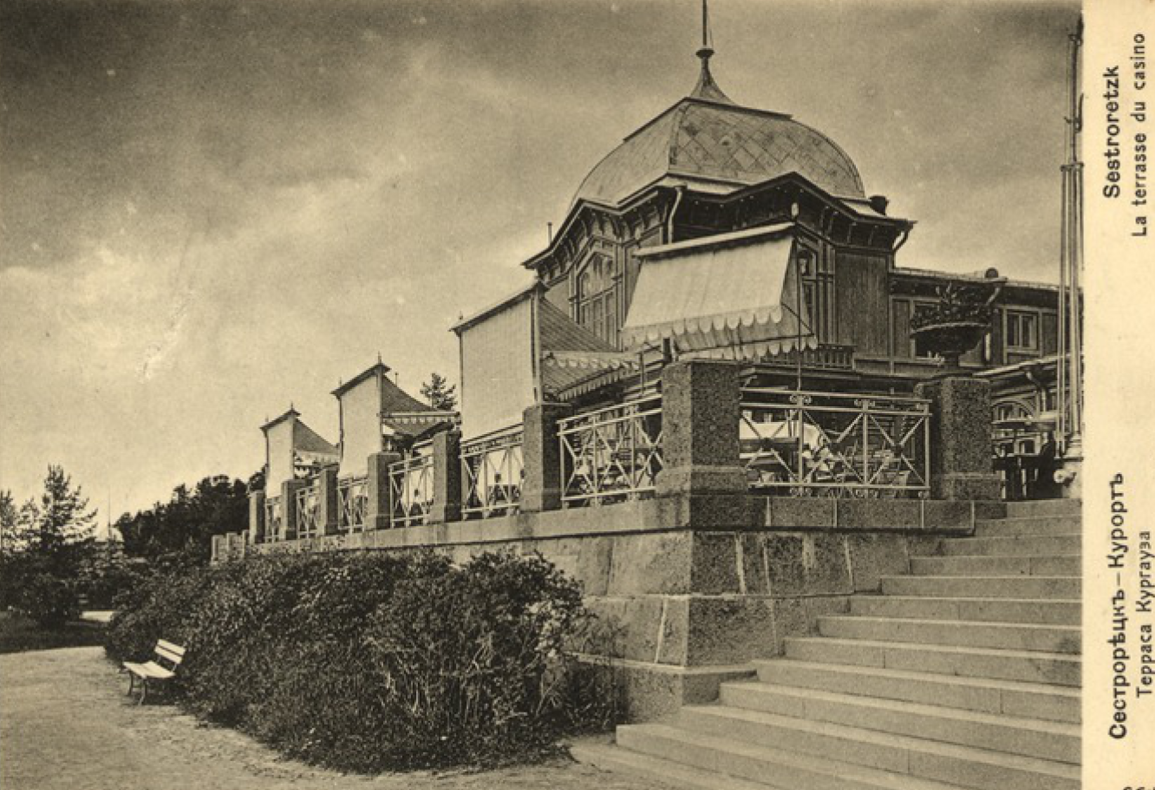
Гранитная лестница курзала

## Крытая галерея
От вокзала к зданию курзала и далее, отделяя береговую эспланаду от естественного парка, шла крытая галерея длиной 200 саженей (420 м). Со стороны залива она была застеклена, а со стороны парка имела открытые проемы. В галерее стояли садовые скамейки для отдыха.

Галерея Курзала в начале XX века
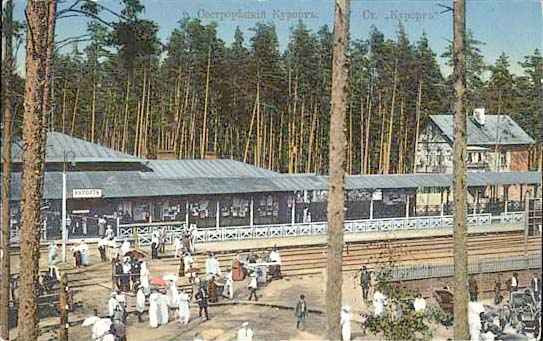
Станция Курорт
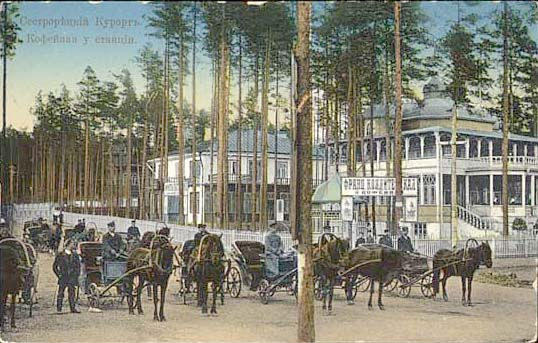
Такси у вокзала
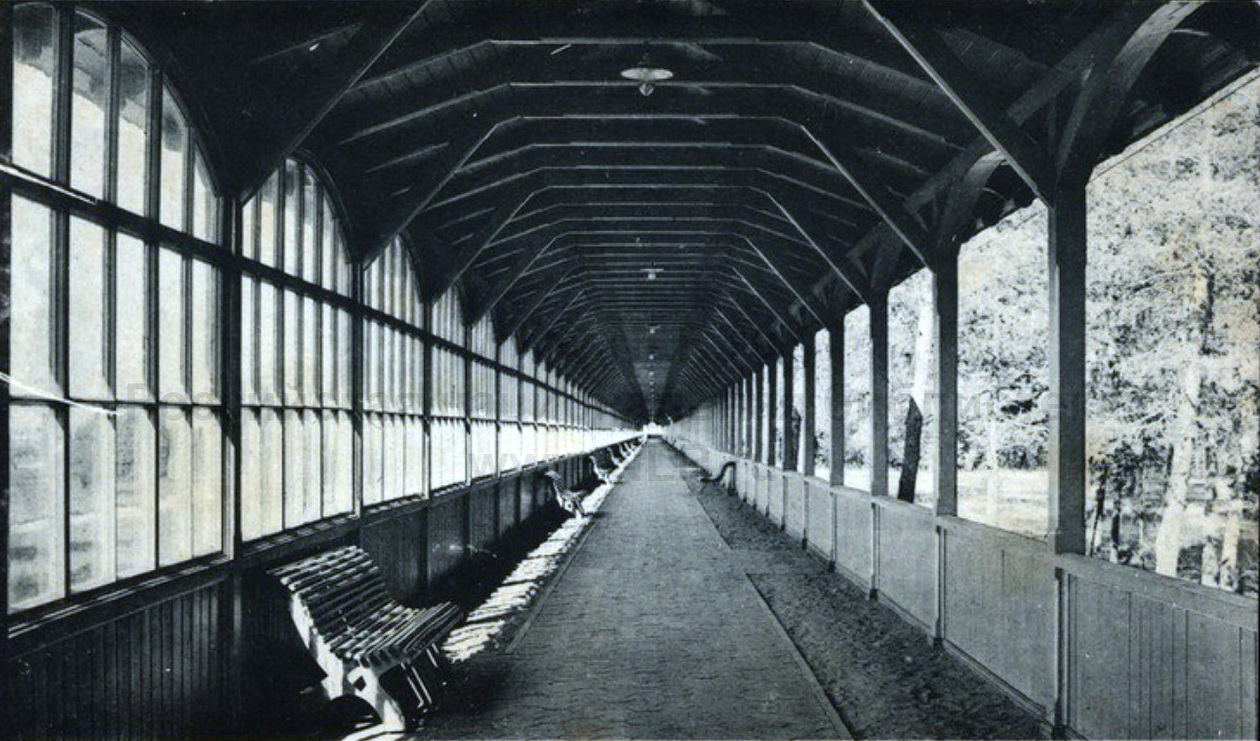
Стеклянная галерея
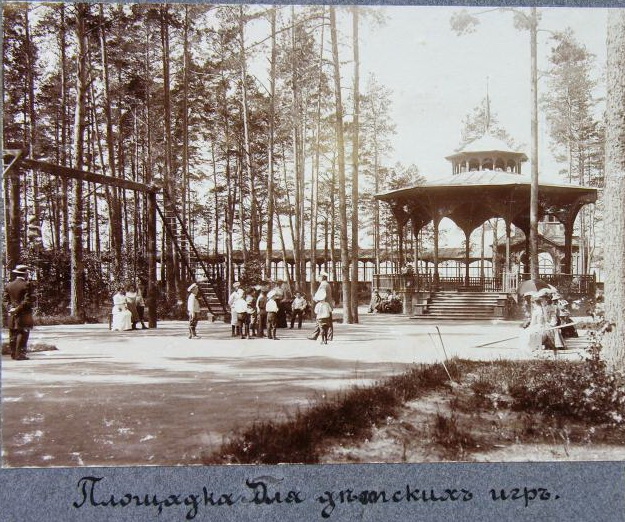
Площадка для игр на фоне галереи
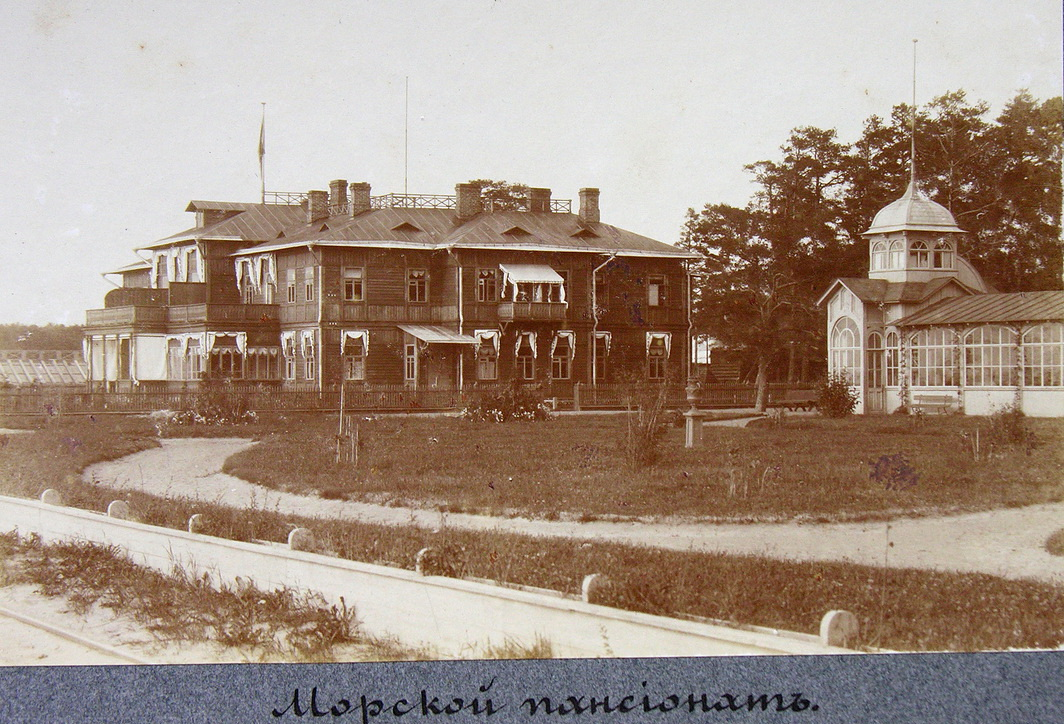
Конец галереи у морской санатории
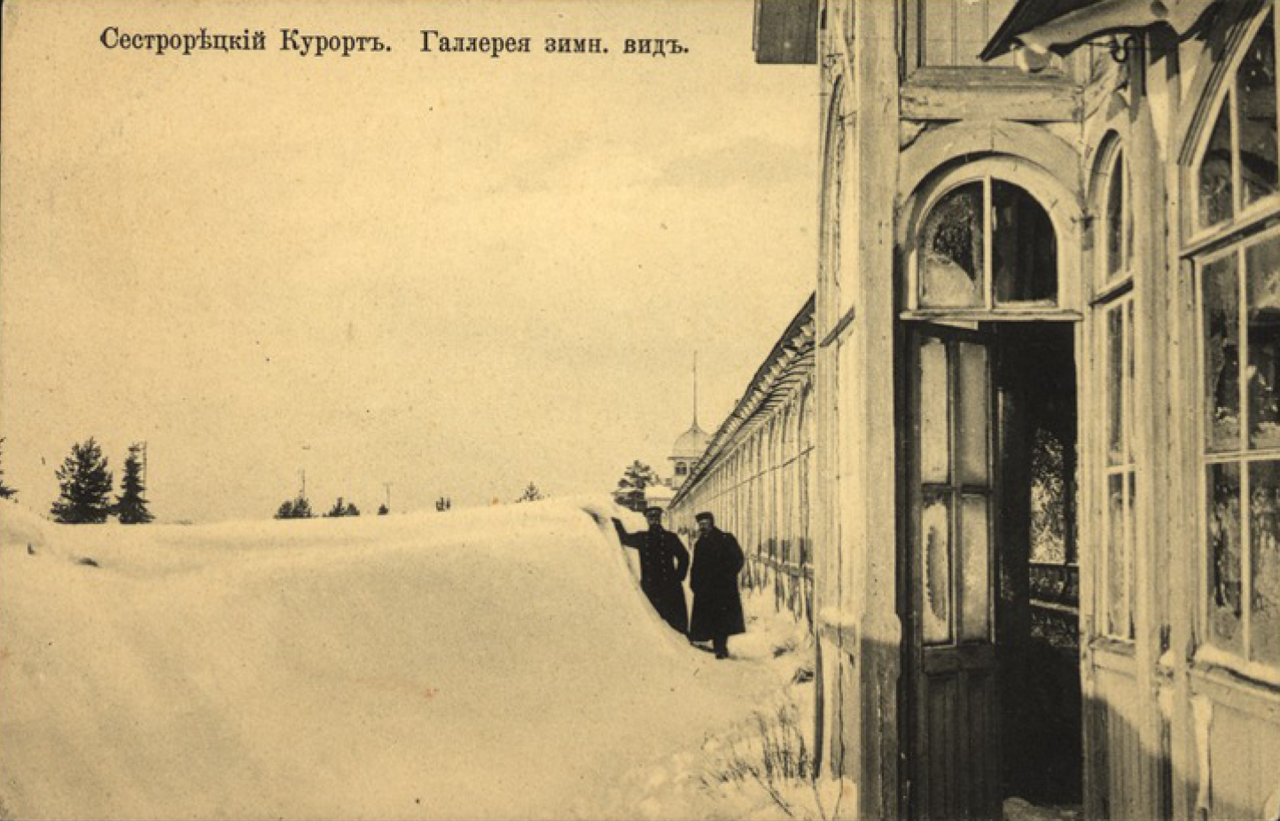
Галерея зимой

## Ландшафтная архитектура

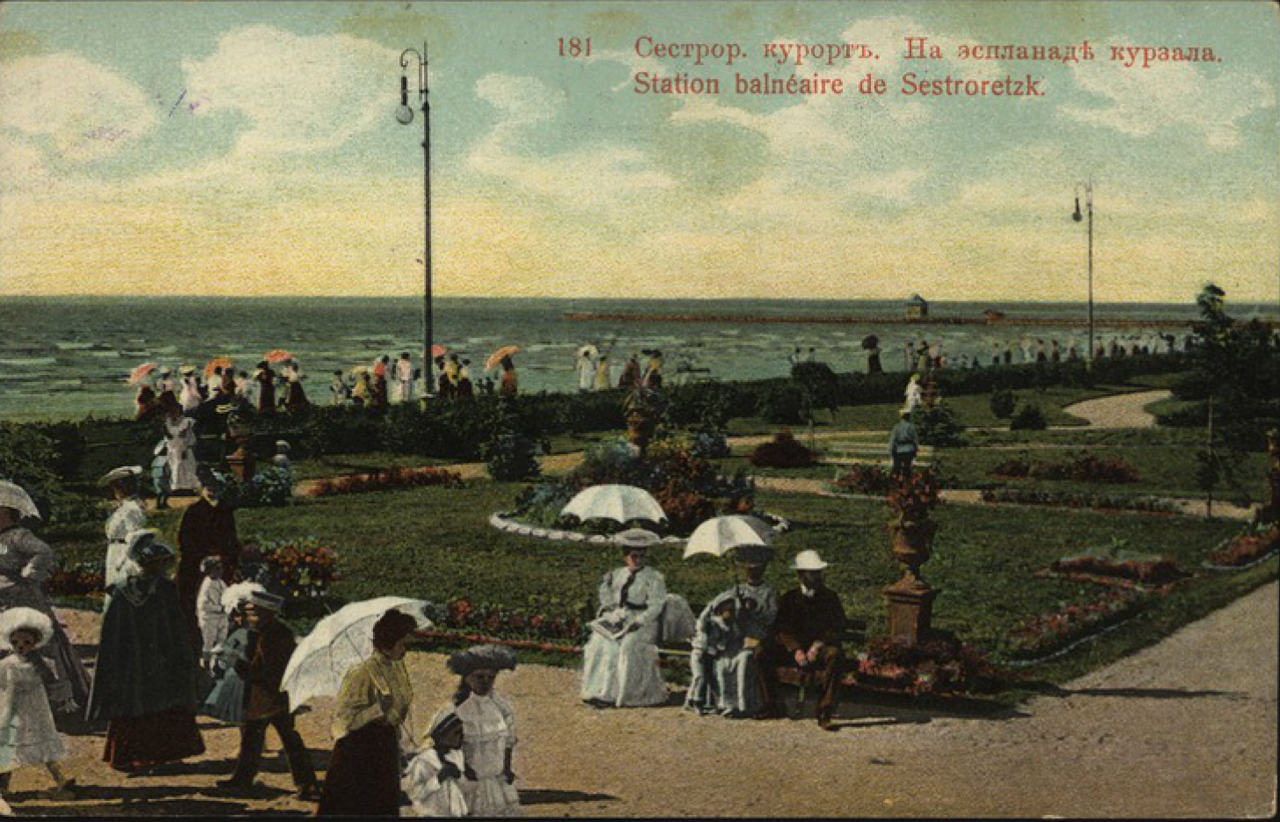
Эспланада

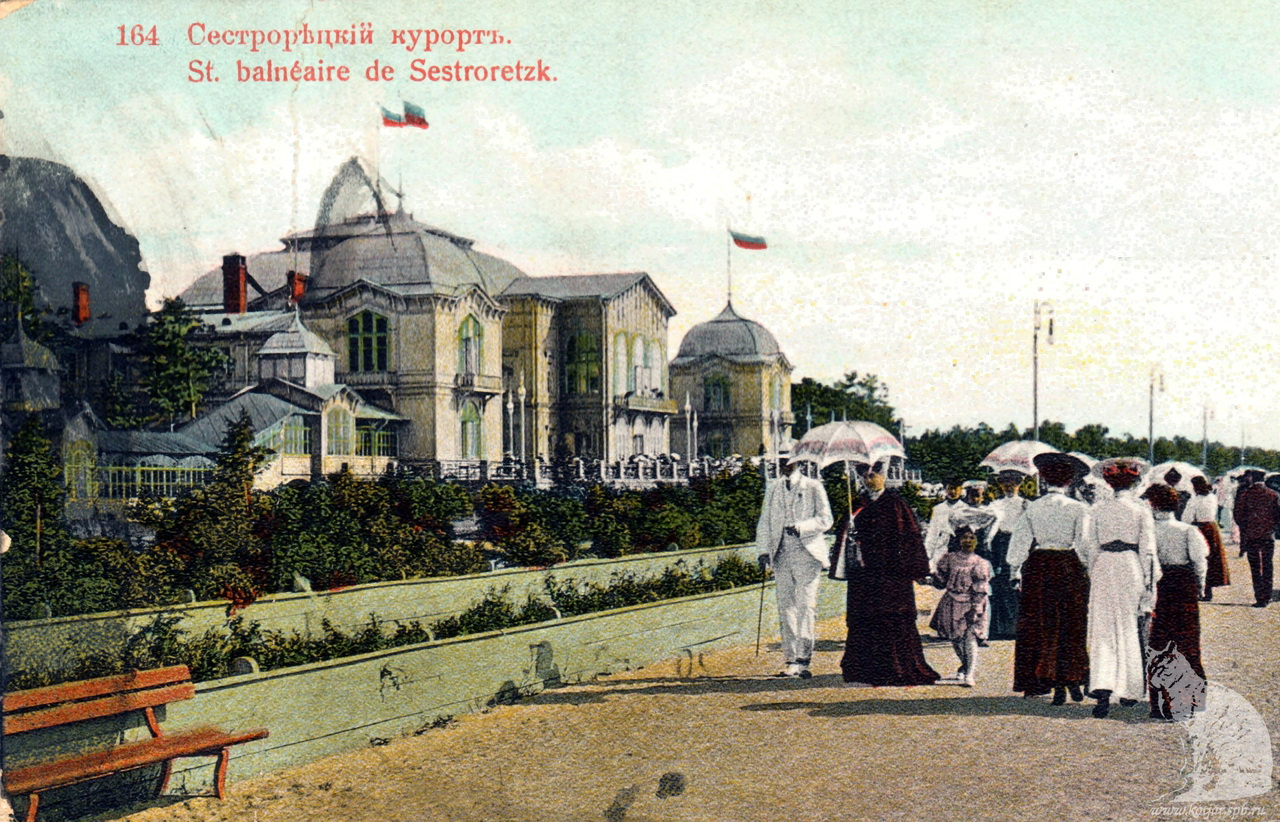
Пляж вдоль ж.д.

Вдоль всей береговой полосы Курорта тянулась эспланада с фигурными дорожками и молодыми посадками кустов и деревьев на газонах. Эспланада отделялась от песка пляжа линией железной дороги, шедшей от ст. Курорт к гавани Миллера. За вход в парк курорта взималась плата.

Курзал в начале XX века
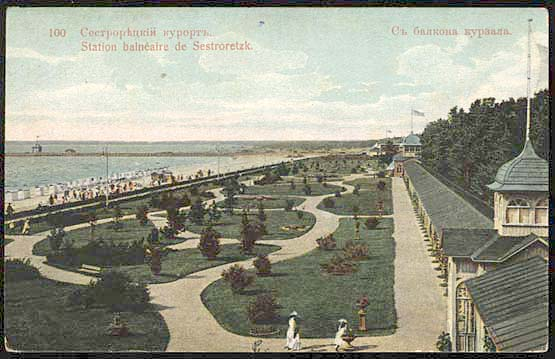
Набережная курзала
Мол (Гавань Миллера)
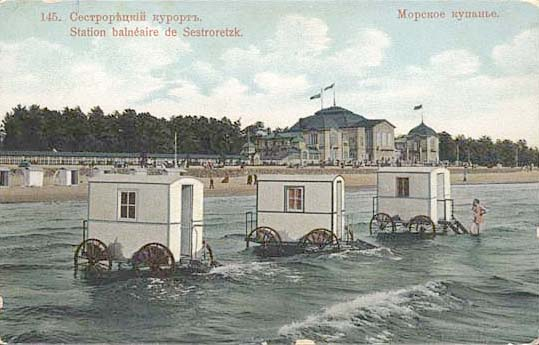
Раздевалки в Финском заливе
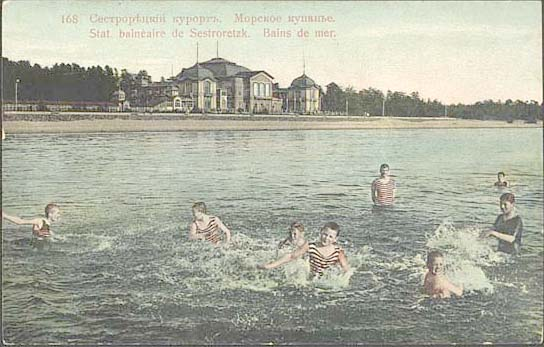
Лето у курзала
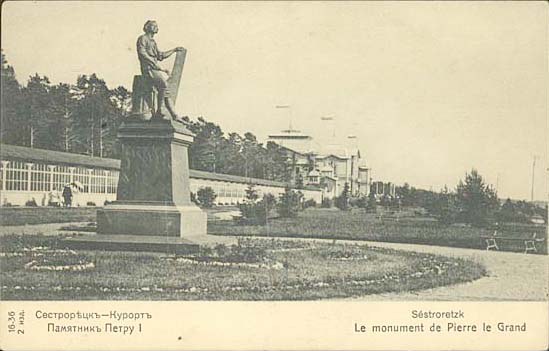
Пётр I на берегу залива.
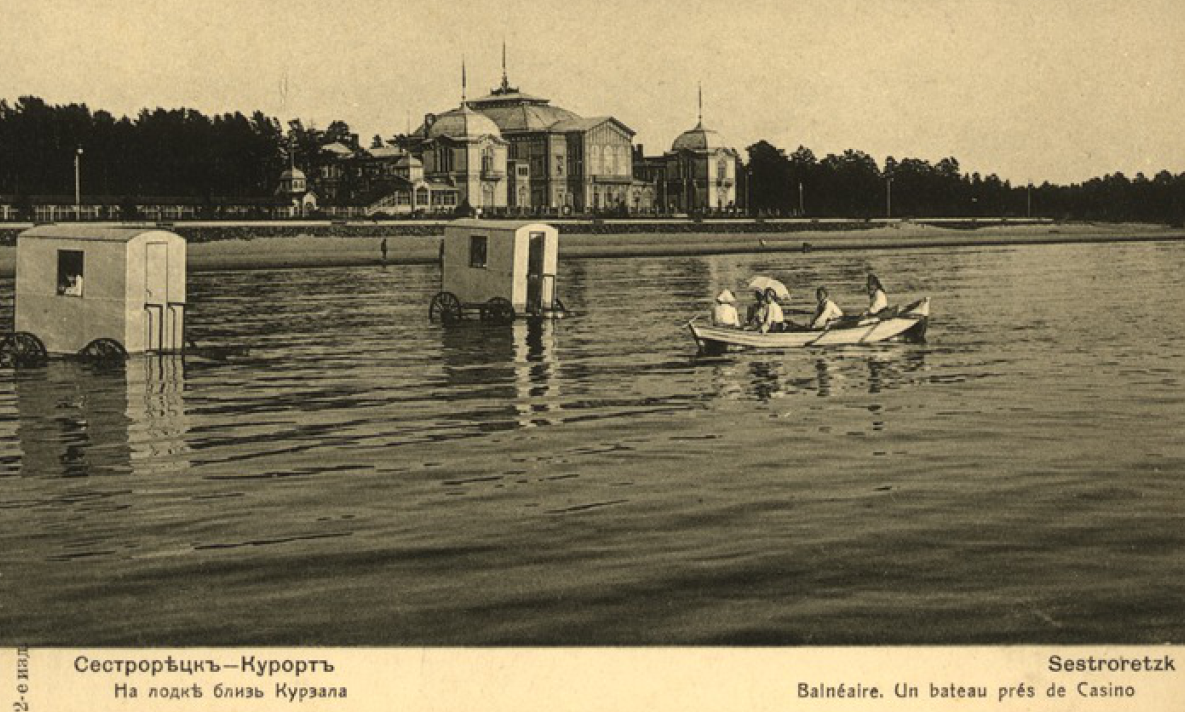
Пляжное оборудование
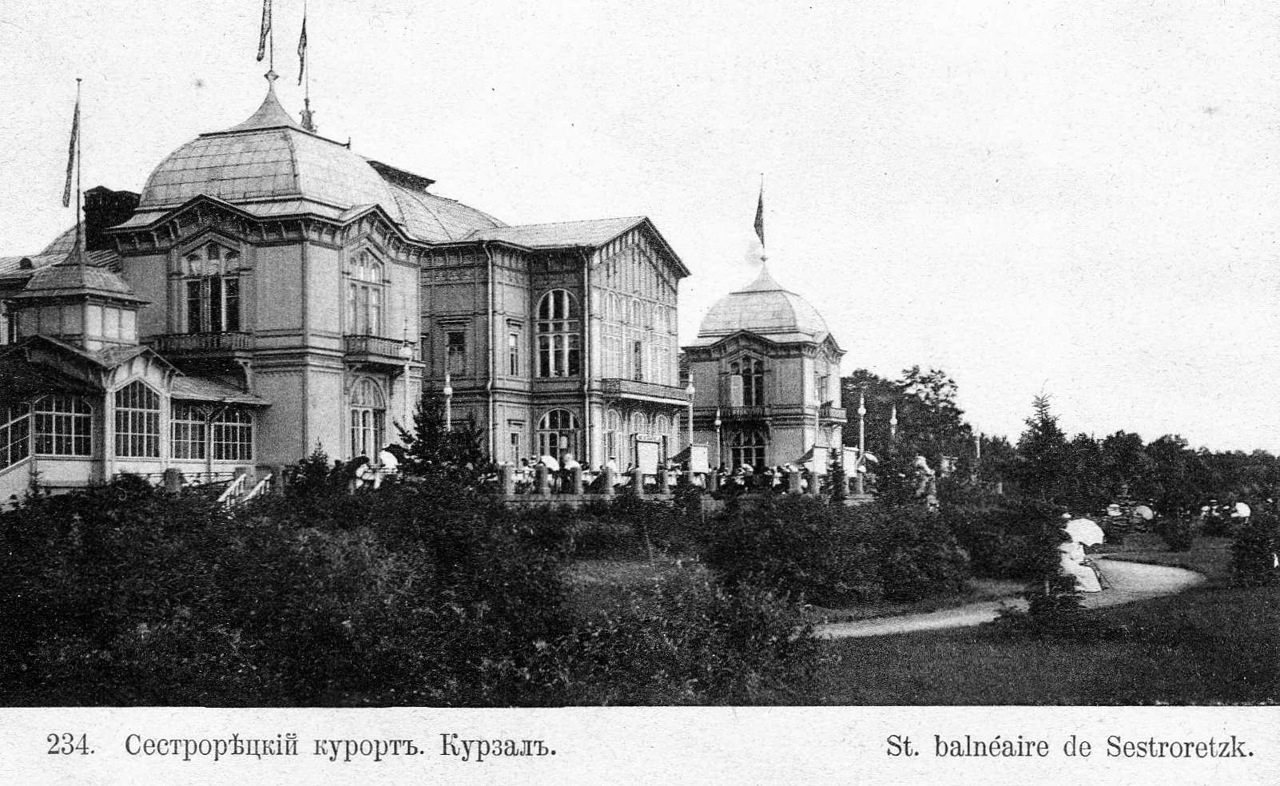
Вид с залива на курзал
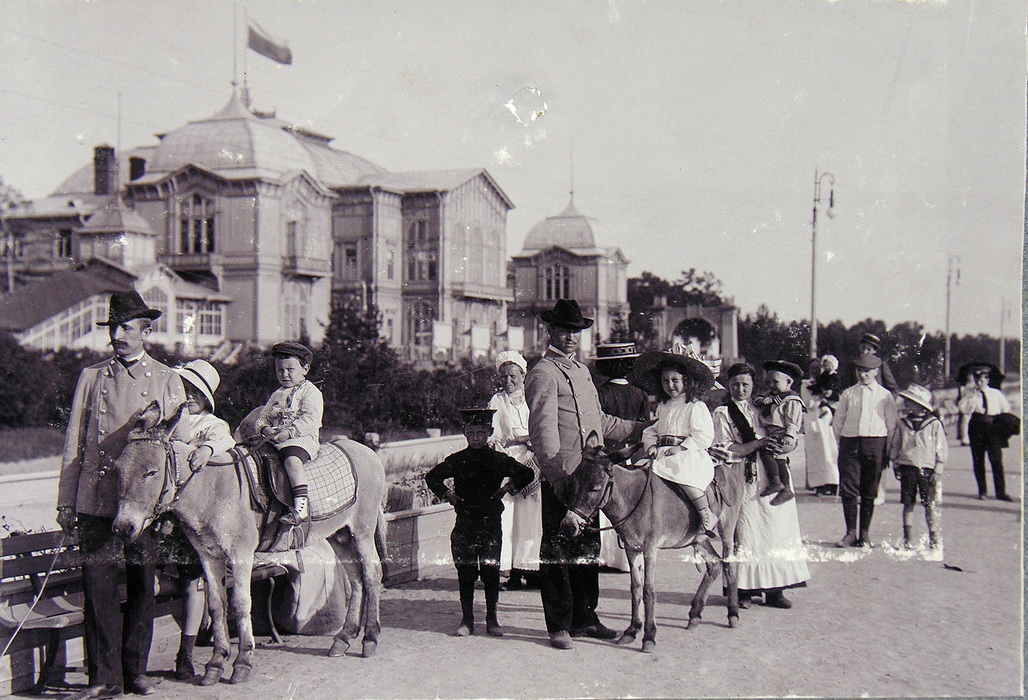
Катание на осликах
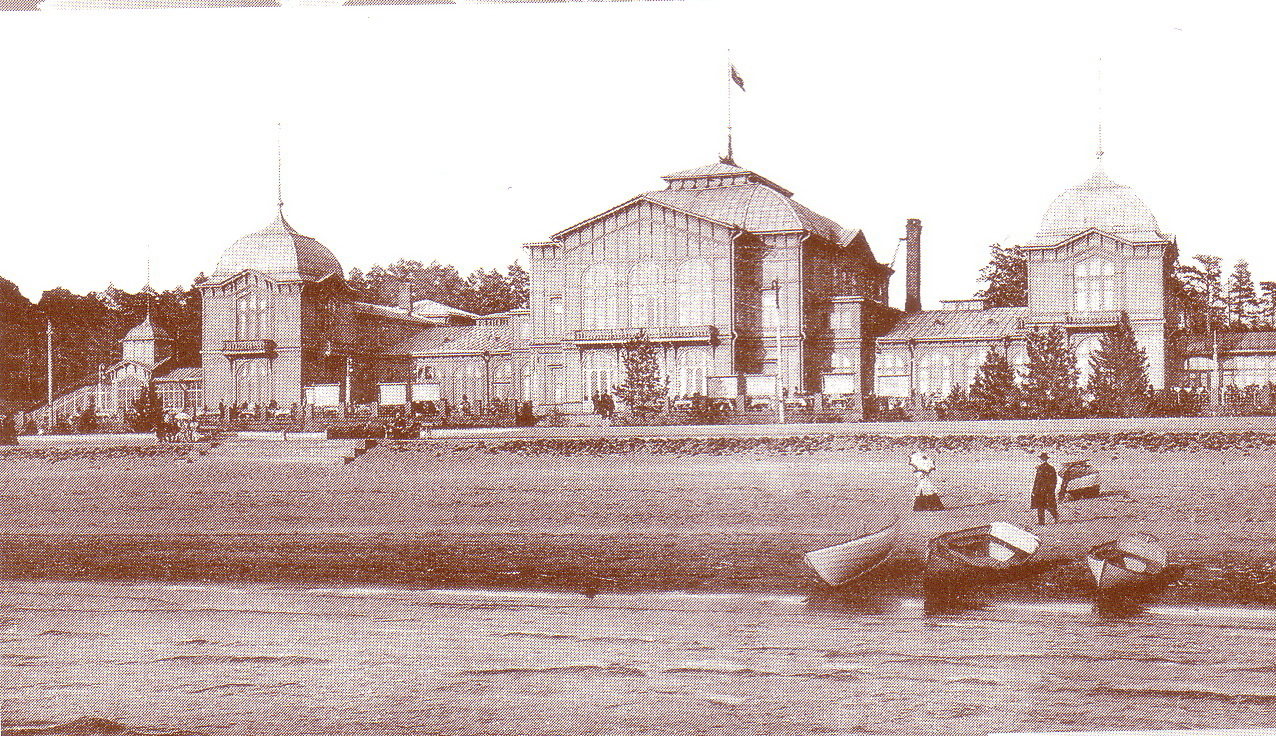
Лодки на берегу залива
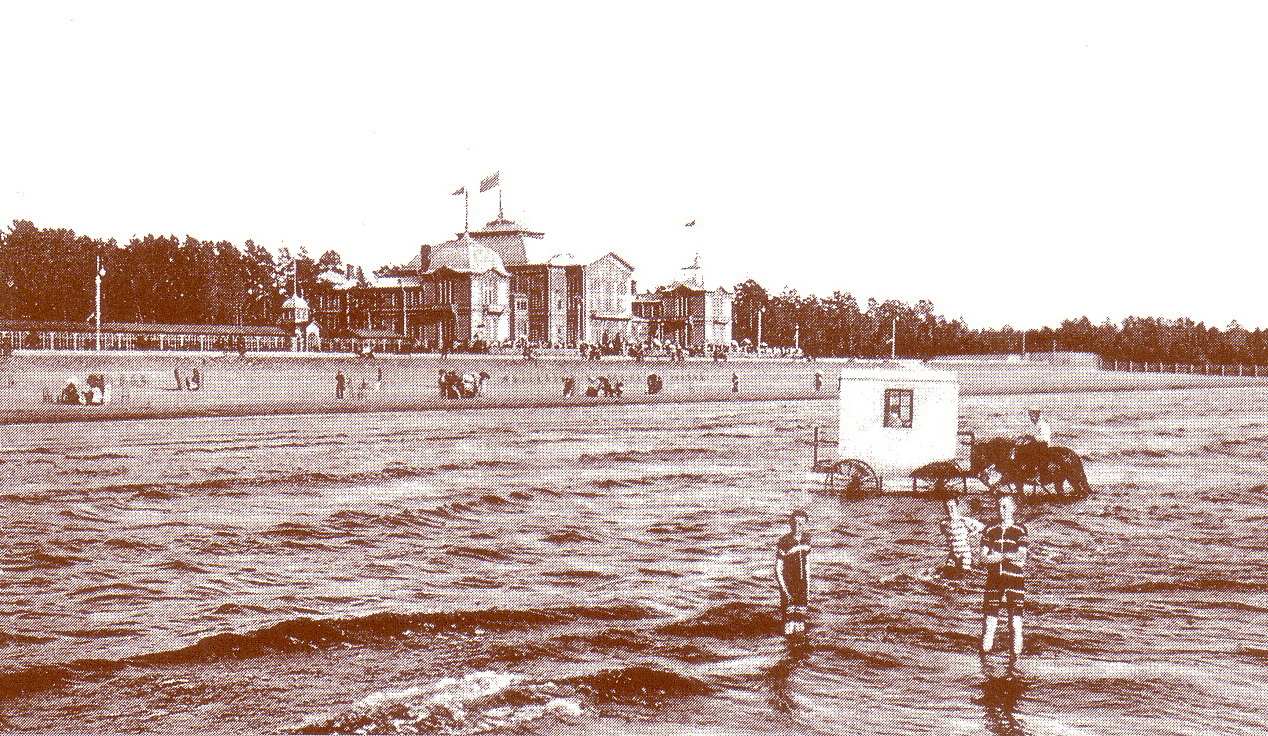
Финский залив

## Богема
Здесь, в Сестрорецком курорте отдыхали, лечились и принимали отдельные процедуры: А. Ф. Кони, много лет живший на даче рядом с курортом; А. Г. Достоевская, приводившая в порядок архив писателя; в 1904 году (февраль-апрель) в лечебном корпусе занимал комнату и лечился Максим Горький. Здесь бывали гости репинских «Пенат», дачники не только Сестрорецкой округи, но и гости многих мест России любовались солнечным закатом с Эспланады Курорта. Здесь можно было, принять самые современные процедуры. Особенно любили отдыхать в Курорте артисты столичных театров: артист балета и балетмейстер Михаил Фокин, который очень любил играть в лаун-теннис на площадке соседнего с курортом пансионата «Сан-Ремо».

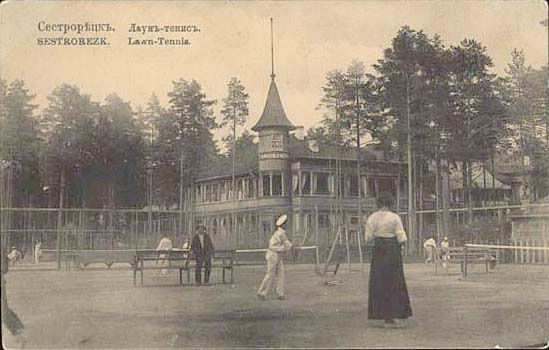
Лаун-теннис в Сан Ремо

Много фотографий были сделаны здесь К. А. Фишером, А. Н. Павловичем, П. С. Радецким. Рядом в особняке на углу Сосновой 2/Лесной 1 жила Вяльцева, Анастасия Дмитриевна; после революции дача по ул. Оранжерейной, 3 была предоставлена советским правительством Л. В. Собинову. Для распевки артистов чуть в стороне от курзала в парке на Лесной улице была тем же архитектором Леви построена беседка.
В 1901 и 1903 годах летом в Курзале работал симфонический оркестр графа А. Д. Шереметева под управлением Владимирова. Со дня открытия Курорта летом в Курзале и в парке играли Симфонический оркестр и духовые оркестры полков столичного гарнизона. Администрация Курорта заключила договор с Вячеславом Ивановичем Суком, главным дирижёром Московской Императорской оперы (современный Большой театр — ГАБТ). Вячеслав Иванович обязался вести симфонические сезоны в Курзале Сестрорецкого Курорта, оговорив себе право собрать состав оркестра по своему усмотрению. На первом концерте исполнялись произведения Бетховена, Чайковского. Столичная публика устремилась в Курорт. Несмотря на полуторачасовую дорогу из центра города, и езду в тряских вагонах поезда, публика заполняла концертный зал, вмещавший до 1700 человек. Композиторы России начала века считали за честь получить согласие Сука на первое исполнение их произведений: Римский-Корсаков Н. А., Глазунов, Цезарь Кюи, Лядов А. К., Давыдов К. Л. и их многочисленные консерваторские ученики. Концерты давали четыре раза в неделю, и так десять летних сезонов подряд. Для детей устраивались дневные праздники (утренники) и танцы по четвергам. Из СПб в Курзал ходили специальные «концертные» поезда.

Концерты в курзале
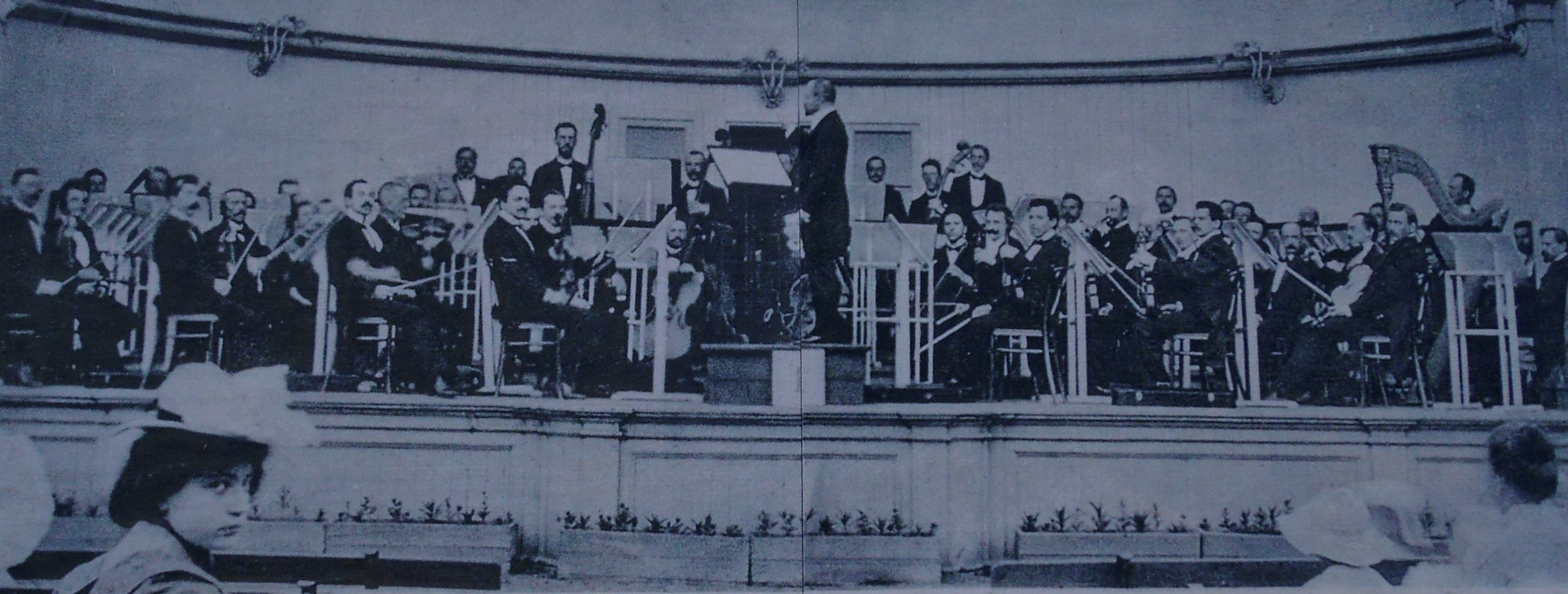
Оркестр графа Шереметьева
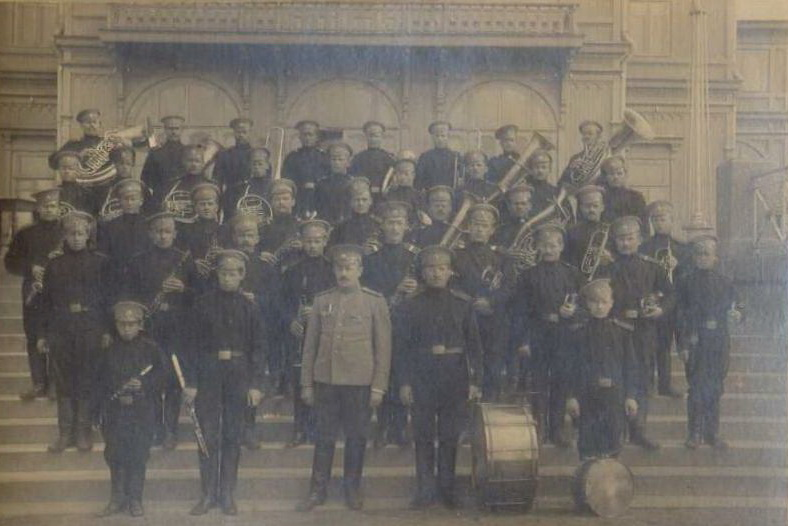
Оркестр полка столичного гарнизона
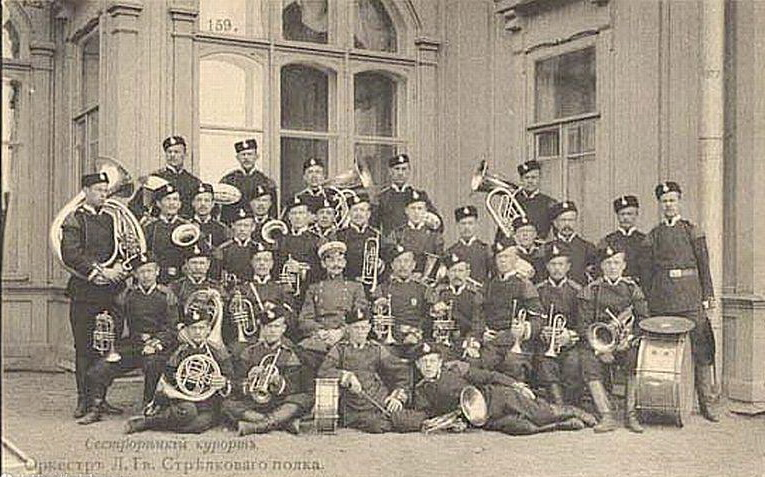
Оркестр лейб-гвардии Стрелкового полка
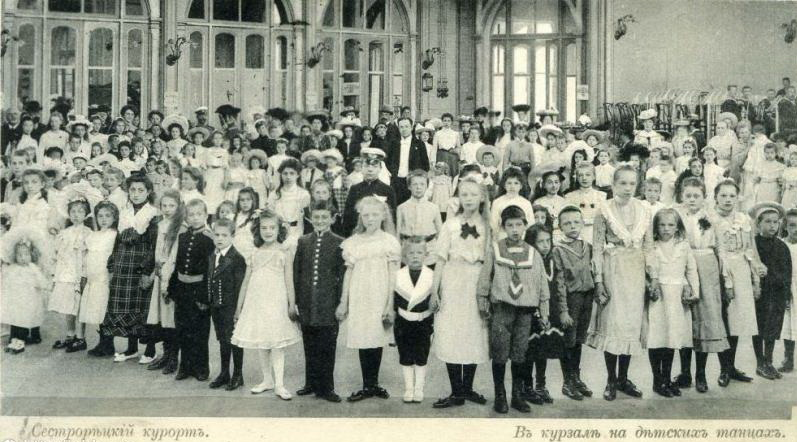
Концерт для детей
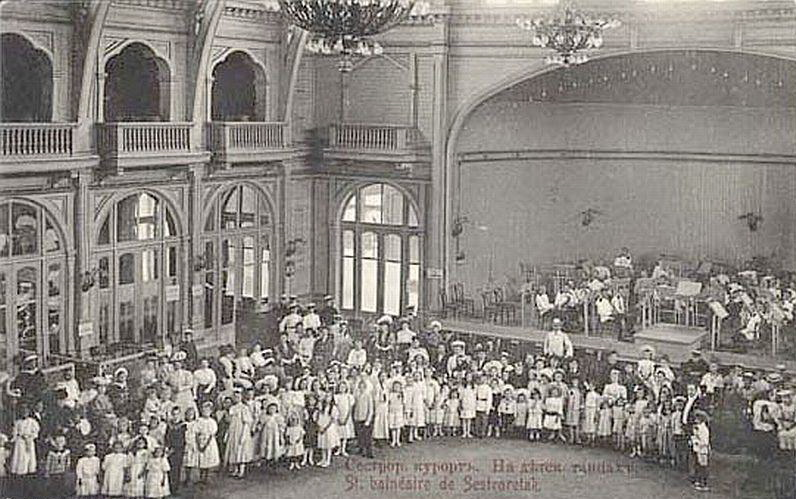
Детские танцы
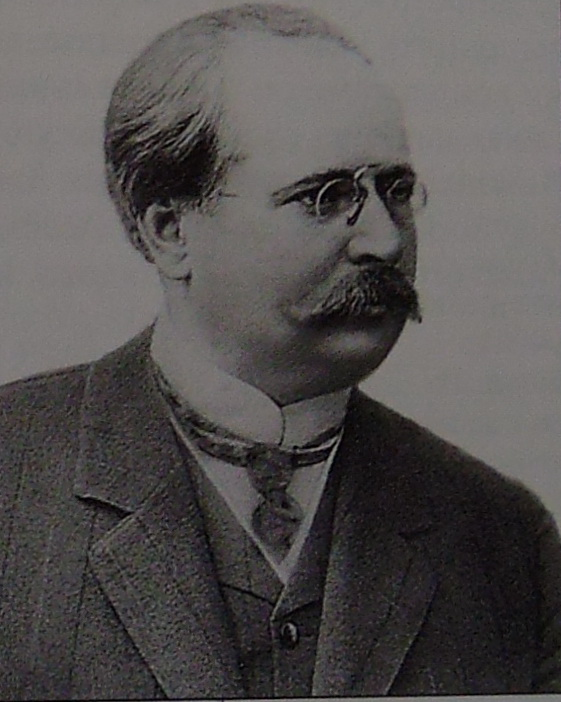
дирижёр В.И.Сук
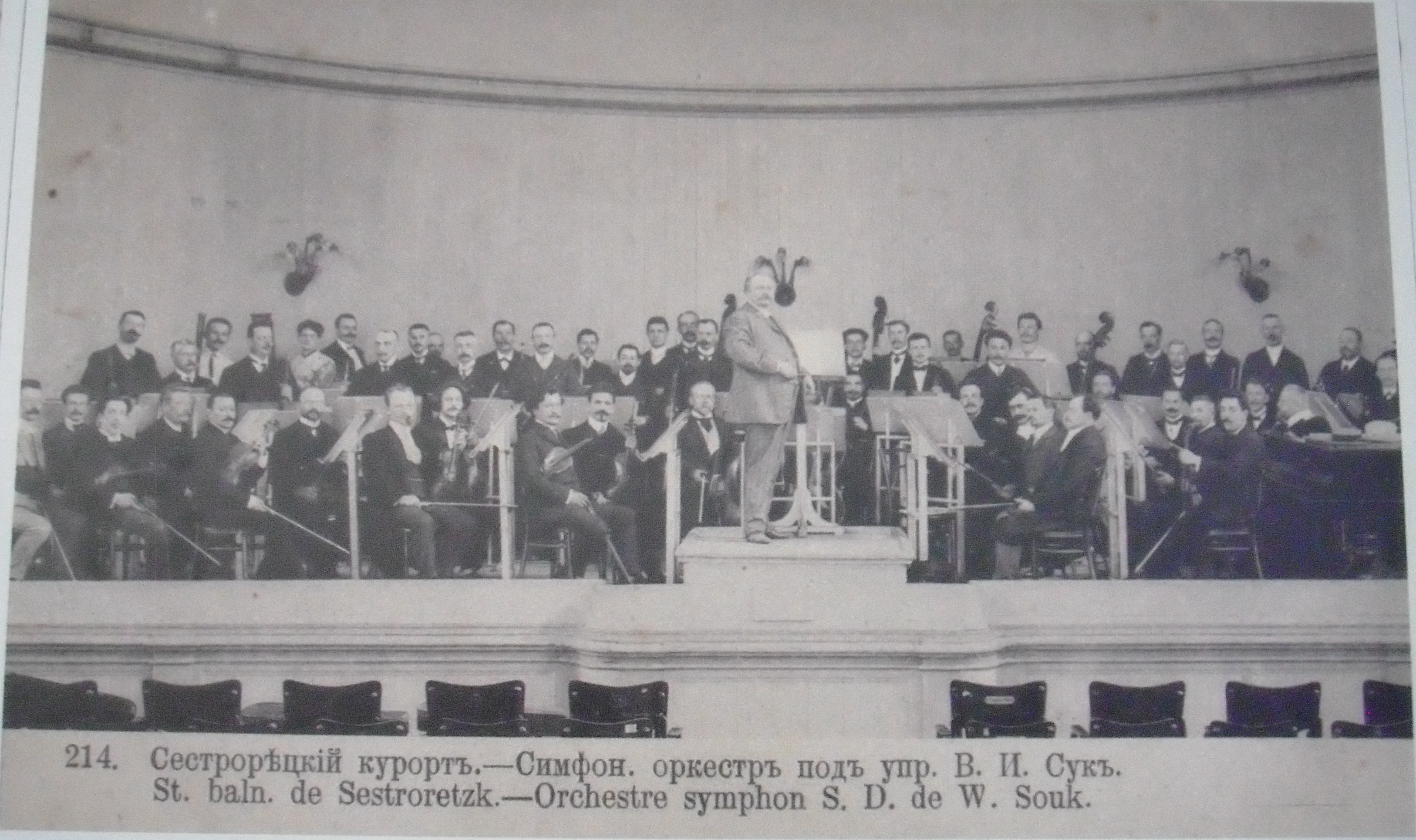
Концерты под управлением В.И.Сука
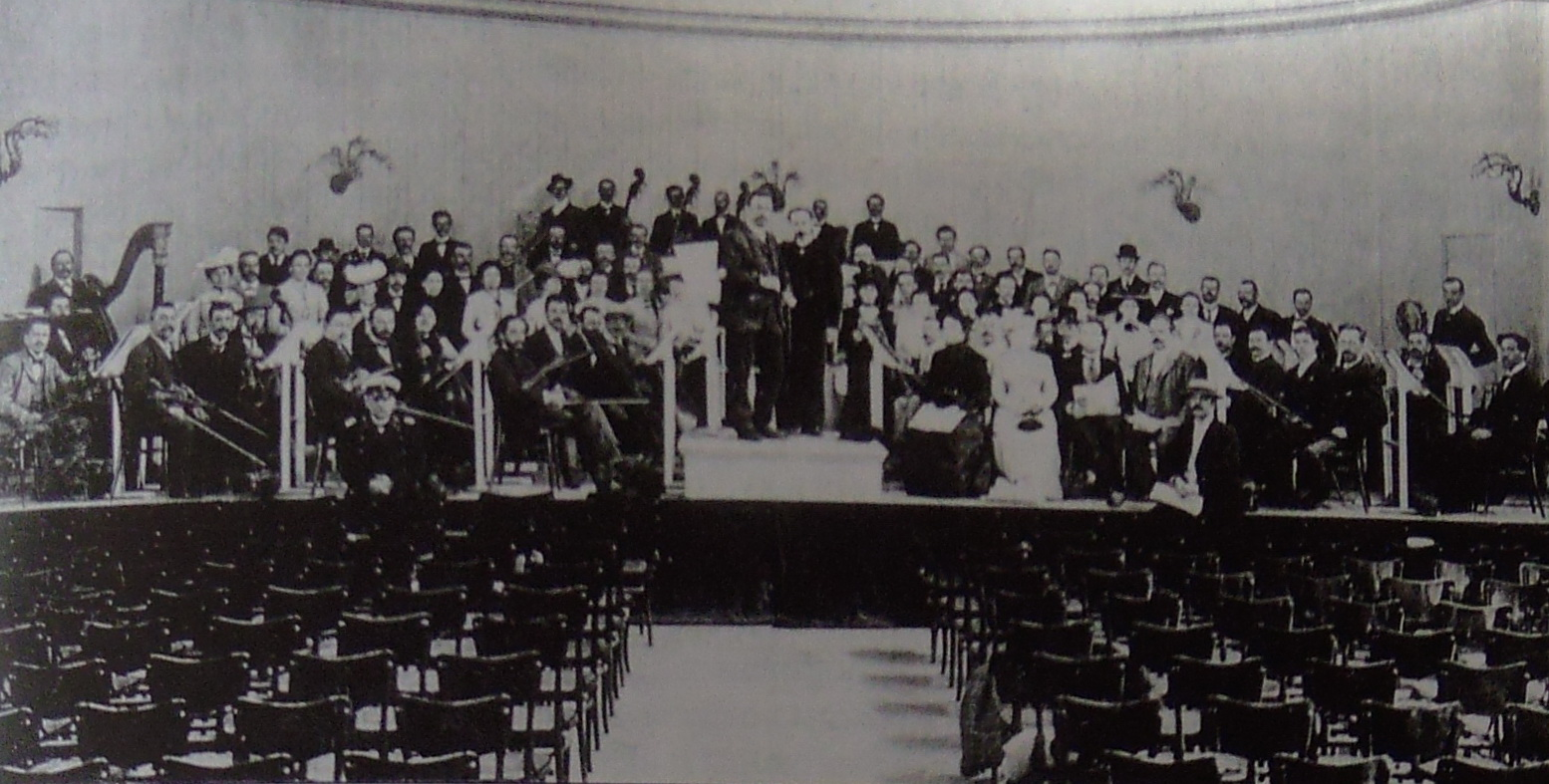
Оркестр В.И.Сука
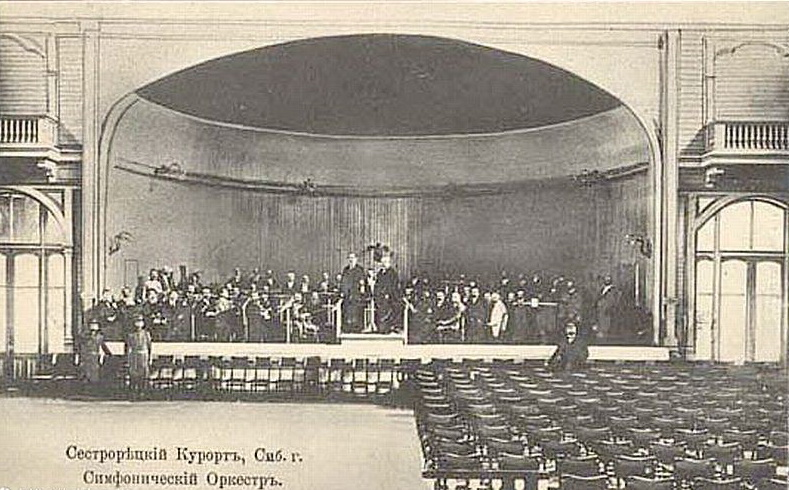
Симфонический оркестр

Летом концерты давались на двух сценах: днём на открытой эстраде, выходившей в парк, а вечером в концертном зале. Сук не любил дневные выступления из-за худшей акустики открытой сцены и отвлекающих звуков (шелест волн, голоса дачников, шум ветра). Дирижировать этими концертами он поручал своим ученикам Малько Н. А., Борису Асафьеву, а сам выступал вечером в концертном зале. Все десять сезонов оркестр набирал по директиве В. И. Сука флейтист Мариининского театра Ю. И. Федерганс.
Летом 1905 года рабочие Сестрорецкого оружейного завода проводили митинг, посвящённый памяти жертв 9 января, в ходе митинга стало известно о собрании в курзале благородной публики. Многотысячная колонна прошла до Курорта и потребовала прекратить увеселение. Публика разбежалась. Суку предложили исполнить что-либо траурное, что он и сделал. Это был единственный случай срыва концерта.
После начала Первой мировой войны в сезон 1915 года Сук не продлил свой договор с новым руководством Курорта и в этот год оркестром руководил Н. А. Малько, а затем в курзале выступали цыгане.
В разные годы в здании выступали солисты: Будкевич Мария, Владимирова Мария, Голлидей Евгений, Исаченко Константин, Крюгер Эммануил, Лабинский Андрей, Луначарский Михаил, Михельсон-Миклашевская Ирина, Морской Гавриил, Рихтер Николай, Райский Николай, Сибор (Лифшиц) Борис.

Фотогалерея концертных программ
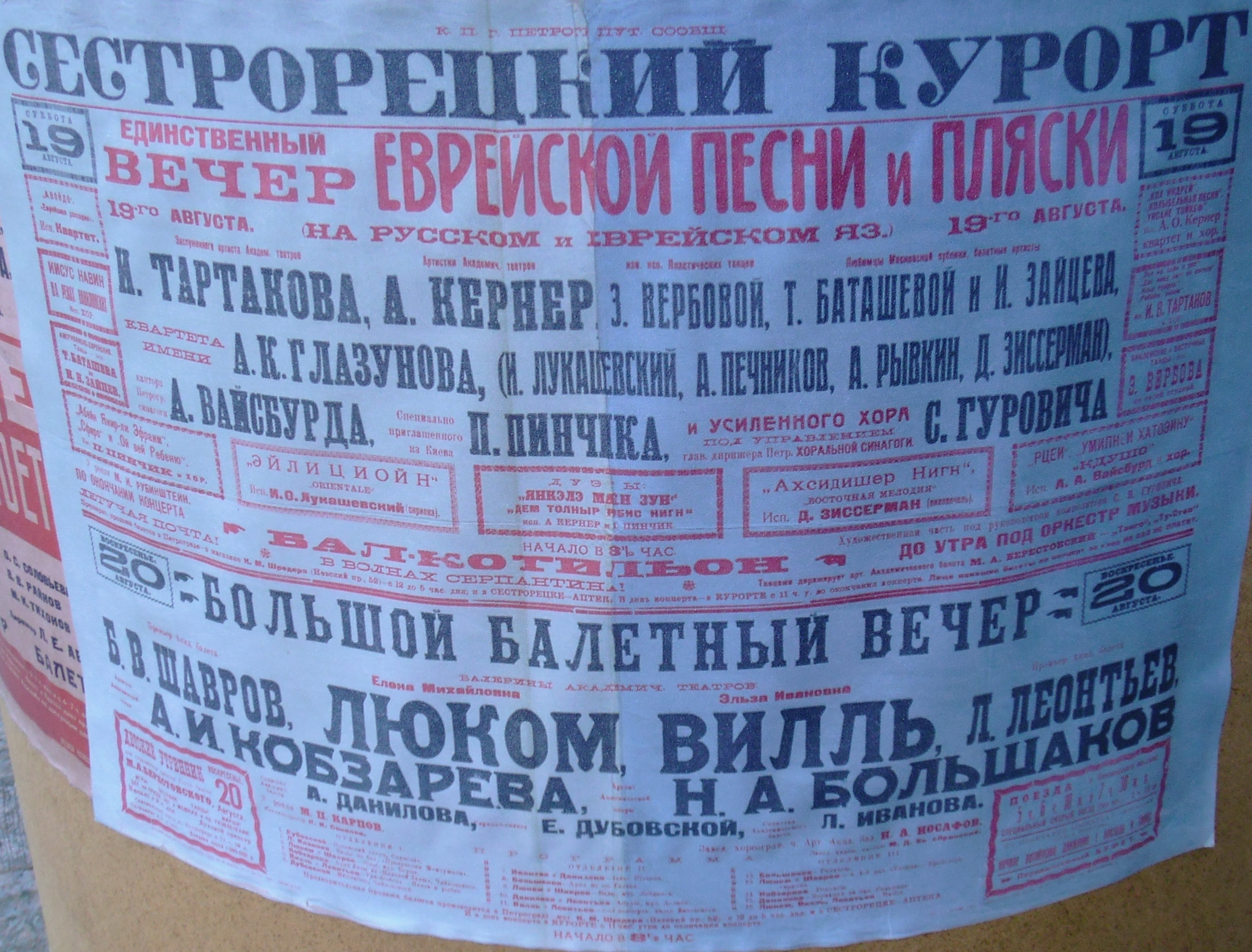
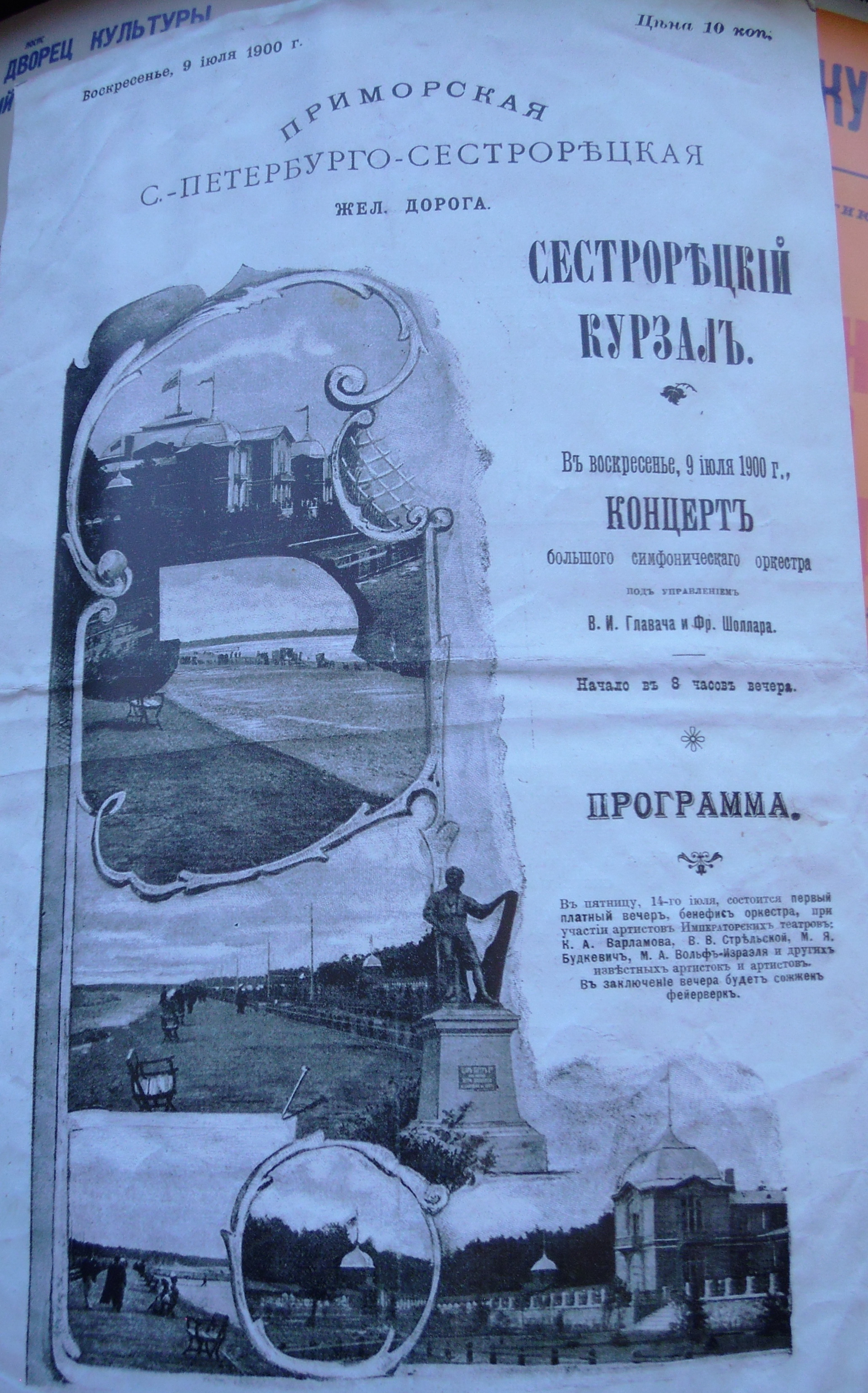
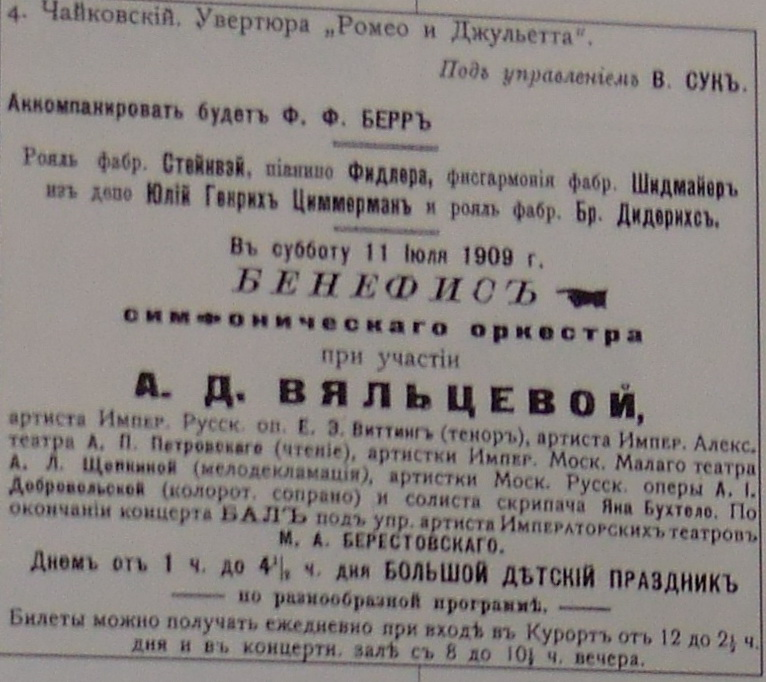
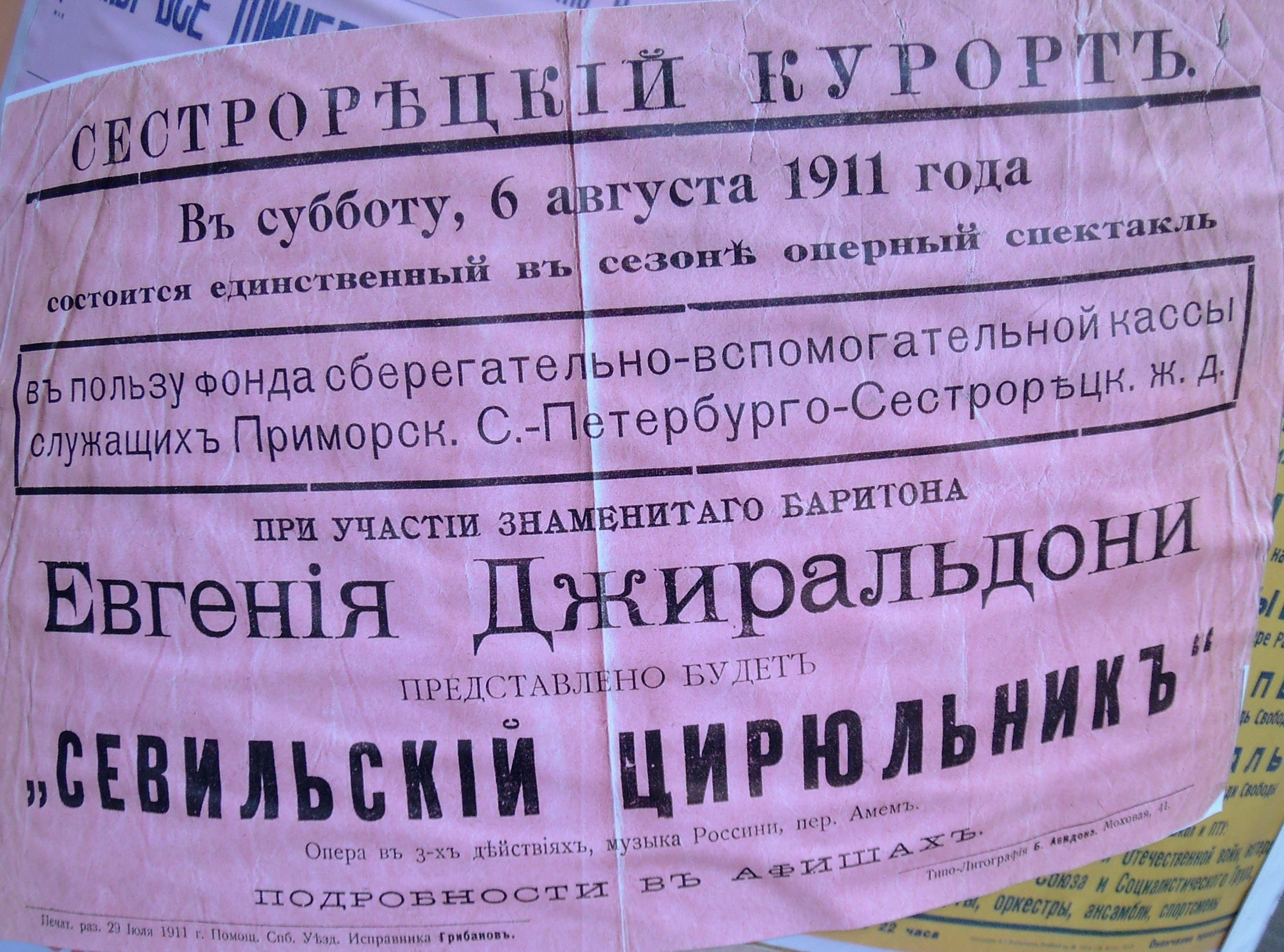
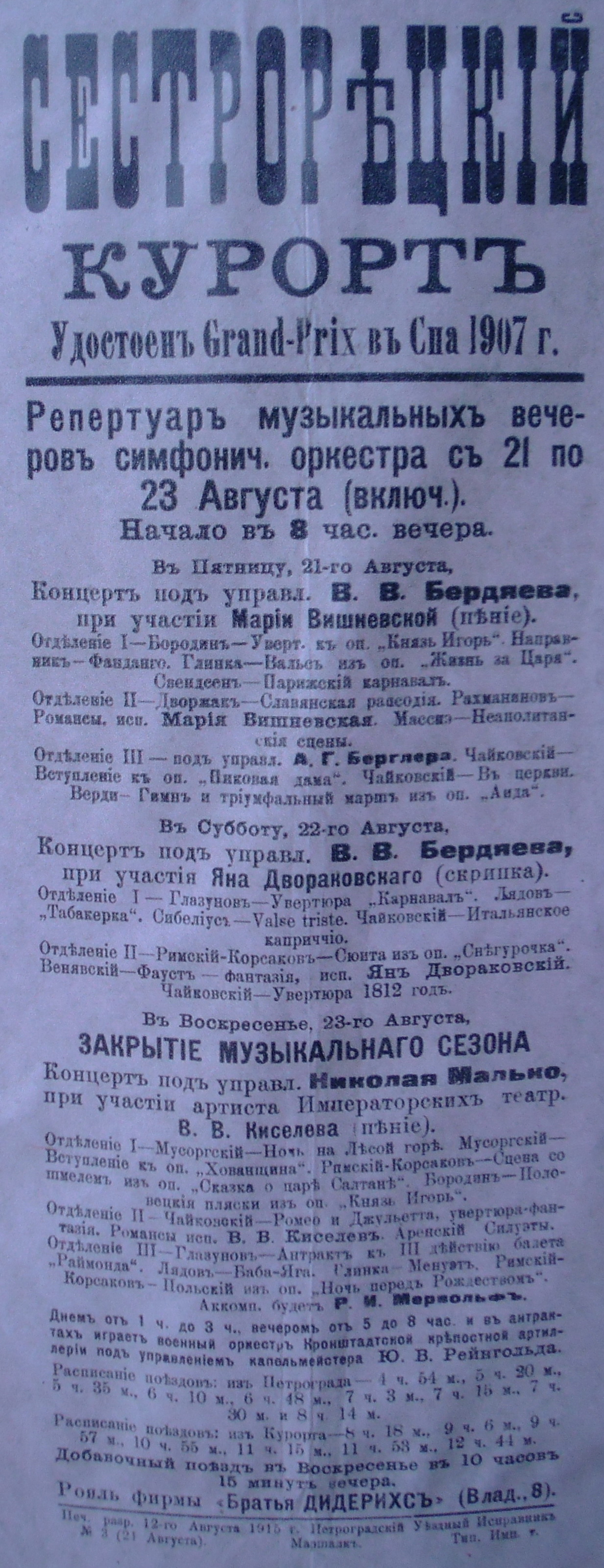
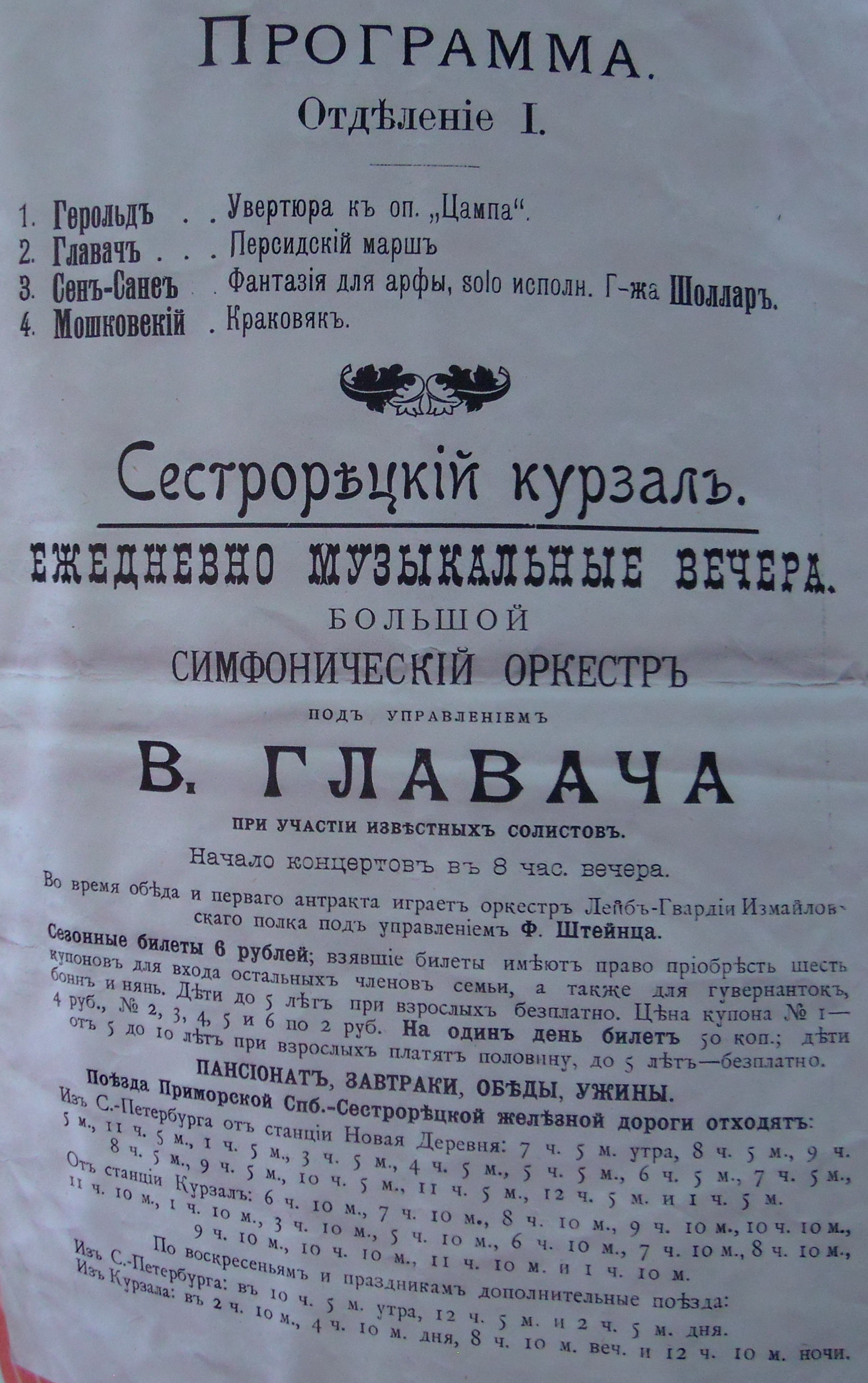
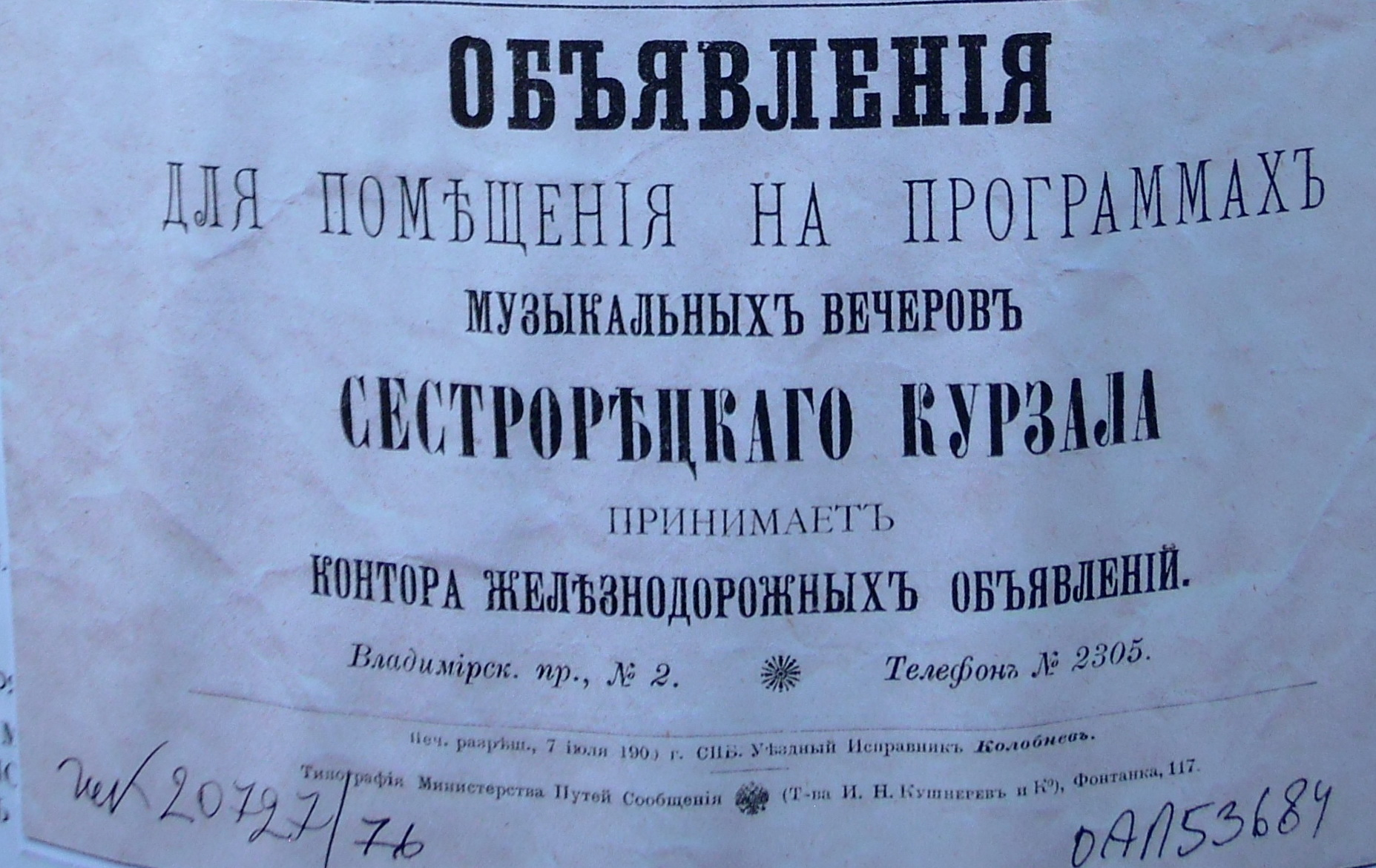
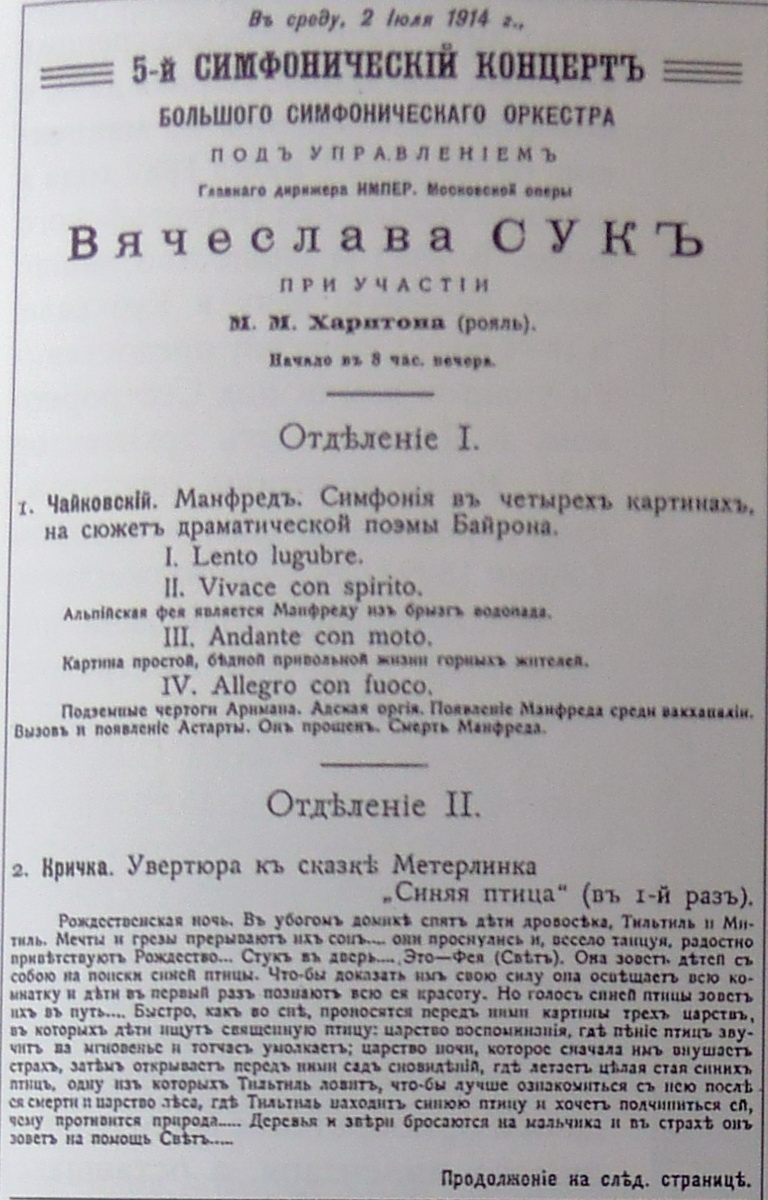
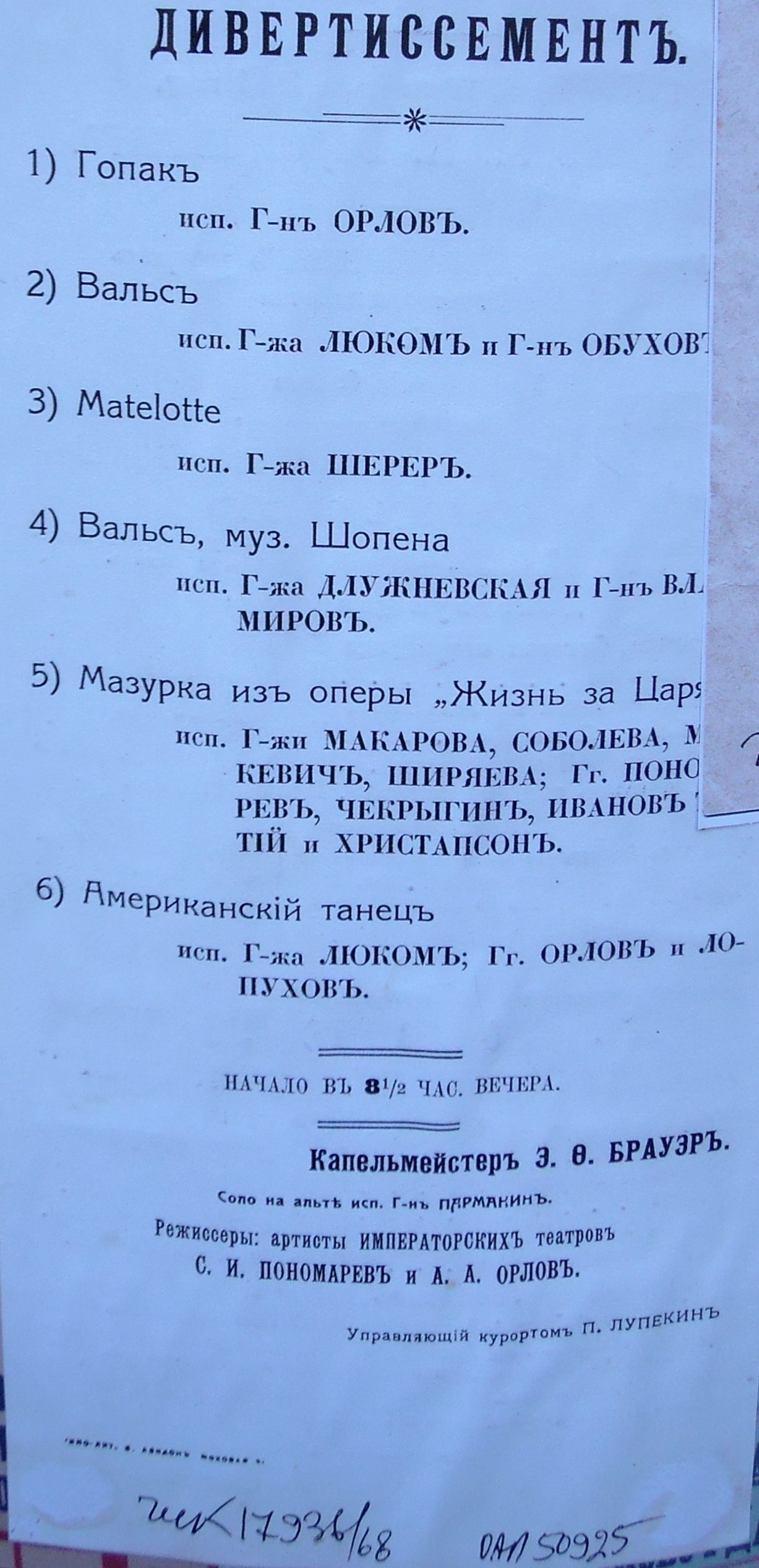
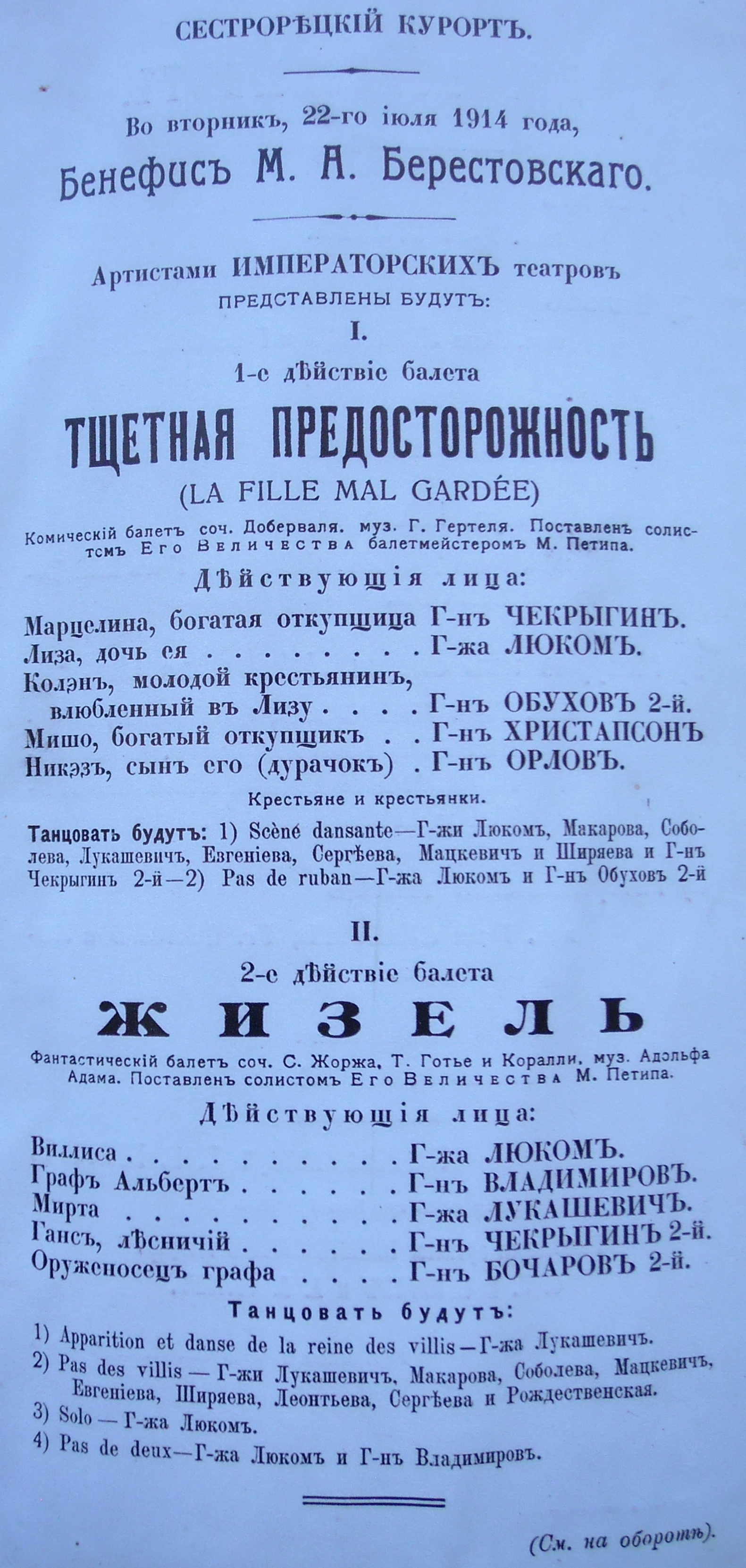
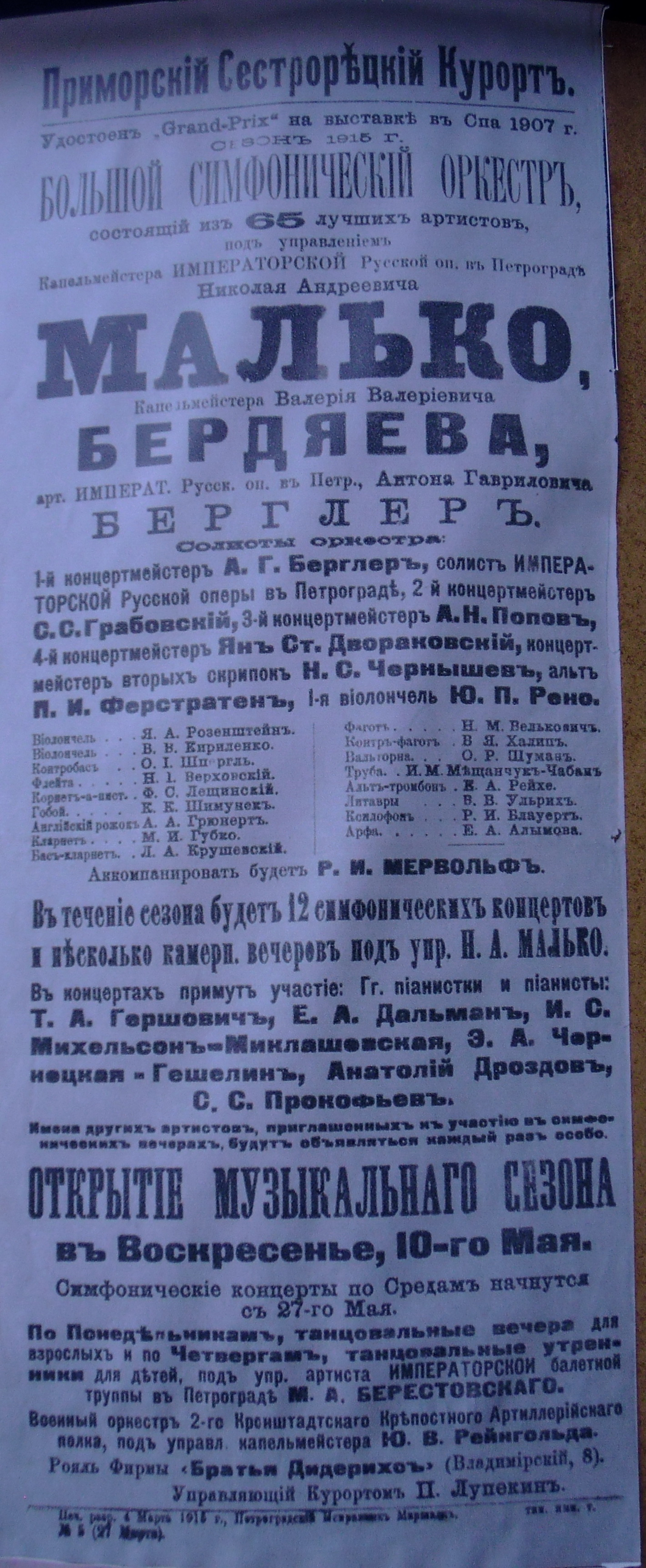

## Дирижёры Курзала
Бакалейников В., Бердяев В., Варлих Г., Владимиров М., Главач В., Гордон А., Горелов А., Кленовский Н., Малько Н., Метнер А., Павлов-Арбенин А., Похитонов Д., Сук В., Хессин А., Черепнин Н., Шенк П., Юферов С.

## Советский период

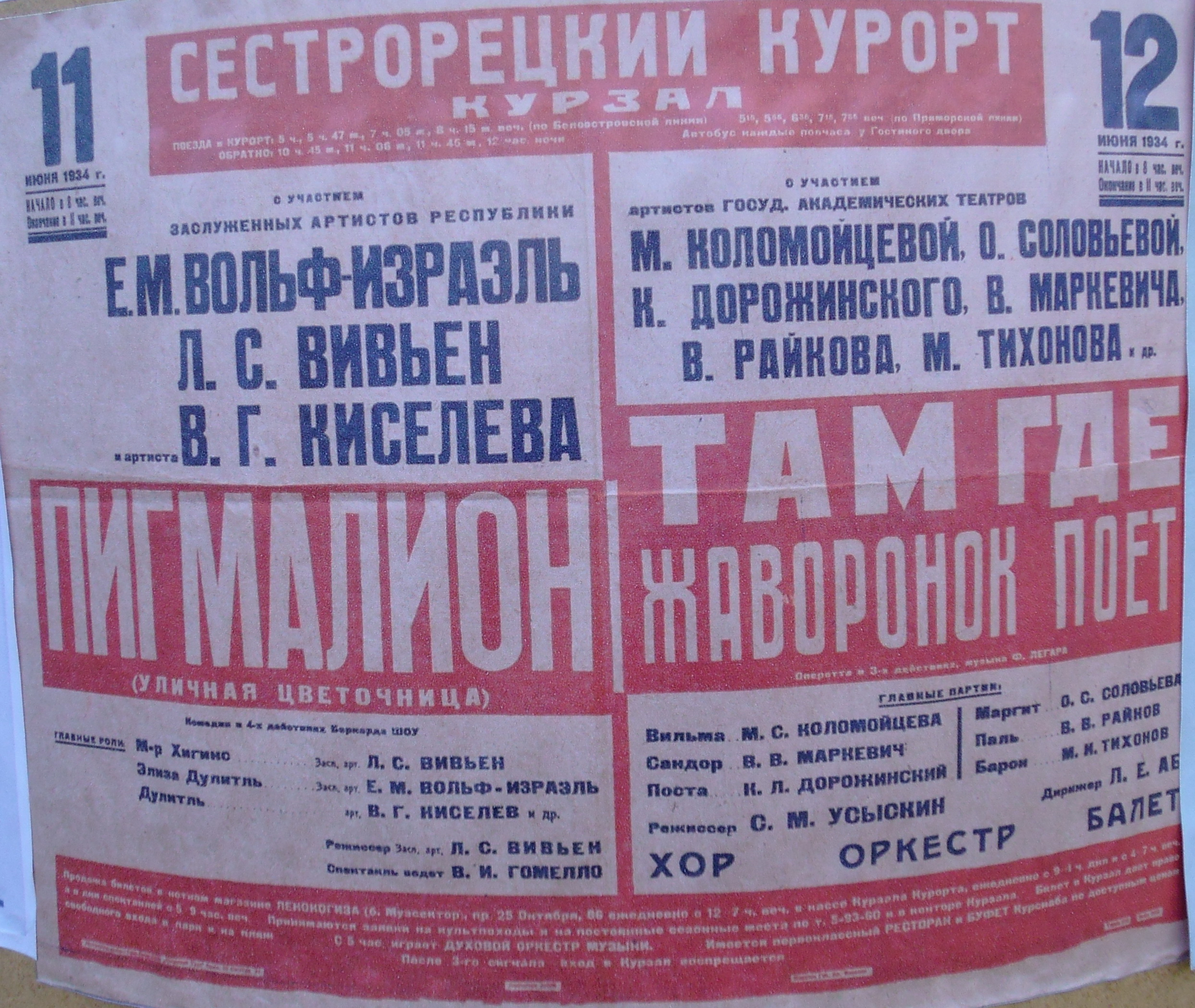
1934 год

После 1917 года Сестрорецкий курорт со всеми зданиями и сооружениями был передан военному ведомству для поправки здоровья военнослужащих. В окрестностях отдыхали Чуковский К. И., Зощенко М. М., Ахматова, Анна Андреевна и другие. 

Архитектурный макет Курзала, ЦБ им. Зощенко, изготовил Чуркин В. Ю.

«В начале июля 1923 года в здании Сестрорецкого Курзала был назначен литературный вечер. Собрались все петроградские поэты в том числе и Есенин. Вечер открывался вступлением Ильи Садофьева, затем выступало много поэтов, но публика ждала Есенина, он как всегда исчез, и как всегда появился не твёрдо держась на ногах. Первые строки своих стихов произнёс путано, неясно, но постепенно, трезвея, обрёл уверенность и гибкость. Закончил в необыкновенном подъёме и захватил весь зал. Долго не умолкали аплодисменты, крики, а Есенин стоял улыбаясь, и лицо его вновь было юным и свежим.»
В 1927 году для населения Сестрорецка проводились вечера фокстрота. На сцене играл оркестр, а на половине зала у сцены, свободной от кресел, располагались пары танцующих. В конце зала были расставлены столики. В один из вечеров за столиком зала рабочий СИЗ Арцишевский Константин Фелицианович увидели народного комиссара Луначарского Анатолия Васильевича, который заканчивал 30-дневный отдых в Курорте. Заведующий агитпропотделом Сестрорецкого горкома партии Настин попросил его сделать доклад о международном положении в театре сада отдыха, где собралась половина населения города.
Под руководством пролеткульта в курзале давались концерты соответствующей идеологической направленности.

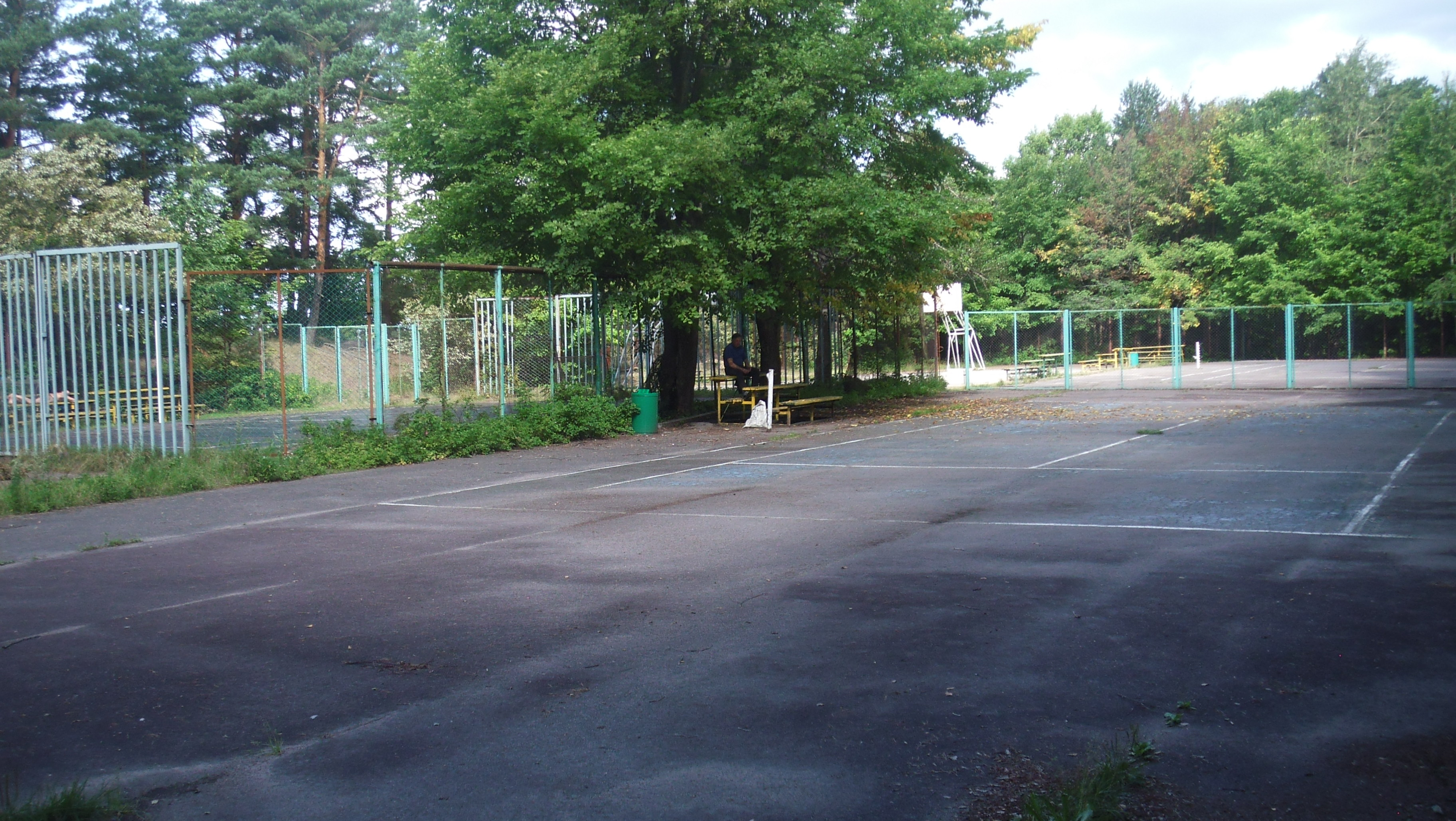
Спортплощадки на месте курзала. 2015 г.

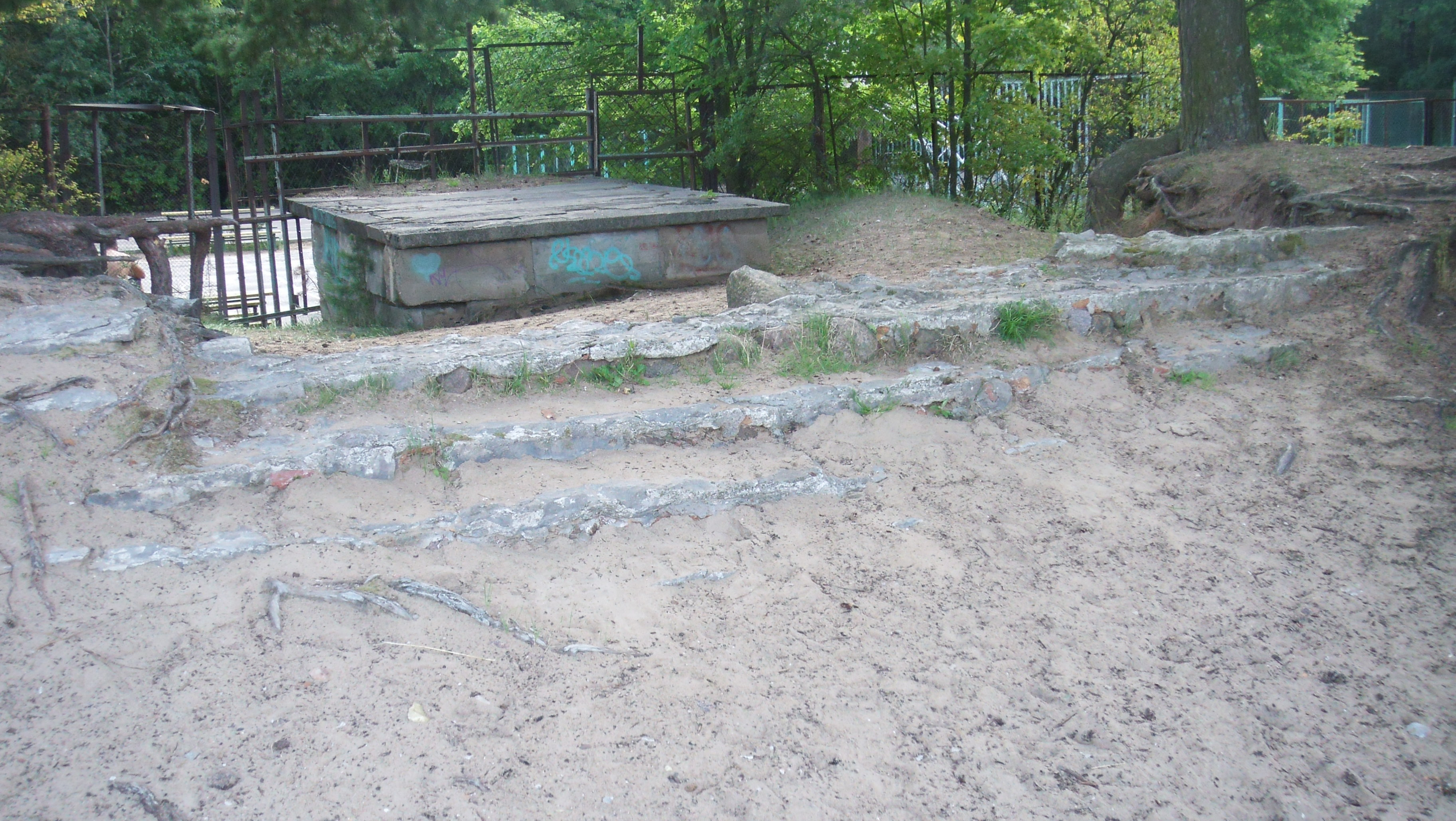
Остатки от фундамента курзала. 2015 г.

Во время ВОВ курзал сгорел при одном из обстрелов финской артиллерии. После войны на месте курзала был построен спортивный городок.
В память о Курзале в Сестрорецке ежегодно выпускается Литературный альманах «Сестрорецкий Курзал».